# Jean-Jacques-Régis de Cambacérès
Pour les autres membres de cette famille, voir Famille de Cambacérès et pour les homonymes, voir Cambacérès (homonymie).
Vous lisez un « article de qualité » labellisé en 2020.
Jean-Jacques-Régis de Cambacérès, né le 18 octobre 1753 à Montpellier et mort le 8 mars 1824 à Paris, est un jurisconsulte et homme d'État français.
Issu d'une famille de magistrats appartenant à la vieille noblesse de robe montpelliéraine, il connaît une enfance relativement pauvre. Diplômé en droit, il commence une carrière d'avocat et de conseiller à la chambre des comptes de Languedoc et fait son entrée en politique dès les premiers jours de la Révolution française. Président du tribunal criminel de l'Hérault en 1791, il est élu député à la Convention nationale l'année suivante. Dès lors, Cambacérès occupe des postes de pouvoir pendant la majeure partie de sa vie. Membre du Comité de salut public entre 1794 et 1795, président du Conseil des Cinq-Cents en 1796 puis ministre de la Justice en 1799, il est Deuxième Consul après le coup d'État du 18 Brumaire de Napoléon Bonaparte et assiste au sacre de celui-ci en 1804. Nommé archichancelier de l'Empire, il est pendant près de dix ans le deuxième personnage de l'État : l'Empereur lui délègue la présidence des conseils et des séances du Sénat pendant son absence.
Spécialiste des questions juridiques, il participe activement à la nouvelle organisation judiciaire du pays. Promoteur du tribunal révolutionnaire, il rédige entre 1793 et 1796 trois projets qui aboutissent à la création du Code civil en 1804. Élu à l'Académie française et membre de l'Institut, il est également un personnage éminent de la franc-maçonnerie française et participe à son renouveau après la proclamation de l'Empire. Chef suprême du rite français, il est grand maître adjoint du Grand Orient de France après le retrait du prince Louis Bonaparte en 1805 et le reste jusqu'à la fin de l'Empire. Il est aussi grand commandeur du Suprême Conseil du rite écossais et cumule plusieurs autres fonctions maçonniques.
Avide d'argent et de pouvoir, il se constitue une immense fortune grâce à son esprit d'entreprise et aux faveurs de l'Empereur. L'hôtel Molé, qu'il acquiert en 1808, devient l'un des plus beaux palais de Paris et les réceptions qu'il y donne sont connues pour leur faste et la qualité des mets qui y sont servis. Gastronome averti, amoureux du luxe et de la décoration, il se voit confier un rôle de représentation de la part de Napoléon Ier dans le but d'affirmer la puissance de l'Empire et de l'ancrer dans les traditions séculaires de la France. Il quitte le pouvoir en 1815 après la chute de l'Empereur et s'exile un temps à Bruxelles. De retour à Paris à la fin de l'année 1818, il y passe les dernières années de sa vie, à l'écart du pouvoir. Son homosexualité supposée lui vaut de subir une campagne de caricatures à la Restauration tandis qu'il est souvent qualifié de « girouette » pour son extrême prudence pendant les heures sombres de la Révolution française et pour son aptitude à se maintenir au pouvoir à travers les régimes.

## Biographie

### Jeunesse et carrière juridique
Jean-Jacques-Régis de Cambacérès naît le 18 octobre 1753 à Montpellier dans une famille de magistrats appartenant à la vieille noblesse de robe de la ville. Son père, Jean-Antoine de Cambacérès, est conseiller-maître de la Cour des comptes, aides et finances de Montpellier. Il est nommé maire de la ville le 5 mars 1753 par le marquis de Castries, lieutenant du roi en Languedoc, une charge dont il est relevé en 1756 avant de l'exercer de nouveau entre 1761 et 1778. Sa mère, Marie-Rose de Vassal, est la fille d'un écuyer et trésorier de l'hôpital de Montpellier. De leur union naissent onze enfants dont seuls deux survivent : Jean-Jacques-Régis, l'aîné, et Étienne-Hubert, futur archevêque de Rouen et sénateur sous le Premier empire. Après le décès de Marie-Rose le 4 février 1769, Jean-Antoine de Cambacérès épouse Jeanne Dittry. Ensemble, ils ont deux enfants, Marie-Magdeleine et le futur général Jean-Pierre-Hugues de Cambacérès.
Malgré les responsabilités qu'exerce Jean-Antoine, la famille Cambacérès connaît des difficultés financières et vit pauvrement. Il est d'ailleurs mis au ban de la société en raison des conflits fréquents qui l'opposent aux notables de la ville. Durant sa jeunesse, Jean-Jacques-Régis est mis en nourrice chez la femme d'un artisan montpelliérain, nommé Thourel. Lui et son frère sont très proches de leur oncle, l'abbé Étienne-François de Cambacérès, archidiacre de la cathédrale de Montpellier, qui est aussi leur précepteur. Plus tard, il est envoyé au collège Bourbon d'Aix-en-Provence pour y étudier le droit, tandis que son frère est placé au collège Saint-Charles d'Avignon. Élève brillant et studieux, il est d'abord bachelier puis licencié,.
Jean-Jacques-Régis de Cambacérès revient à Montpellier en 1772 et s'y établit comme avocat, mais il renonce très vite à sa charge afin de protester contre la « réforme Maupeou ». À cette époque, il se consacre encore plus ardemment à l'étude des lois ou de la philosophie moderne du droit et dans le même temps, il fréquente assidûment les salons montpelliérains, ce qui lui permet d'être en contact avec les idées des Lumières et d'acquérir les qualités d'un homme du monde selon les critères de l'Ancien régime. Il noue notamment une amitié avec Philippe-Charles de Pavée de Villevieille, disciple de Voltaire.
Le 16 novembre 1774, Jean-Jacques-Régis succède à son père dans la charge de conseiller à la Cour des comptes, aides et finances de Montpellier, grâce au soutien de son oncle Jean-André de Vassal, receveur général des finances de la province d'Auvergne, qui lui avance la somme de 25 000 livres nécessaire pour acquérir son office.
En 1776, il découvre Paris en y effectuant un voyage de plusieurs mois avec son ami Jean-Antoine Chaptal. Pendant ce long séjour dans la capitale, il approfondit sa culture juridique et rencontre de nombreux philosophes et physiocrates. Sa réputation de jurisconsulte grandissant à Montpellier au début des années 1780, Cambacérès est chargé d'affaires de plus en plus complexes. Il se distingue notamment en 1781 par son refus d'enregistrer une ordonnance royale au sujet d'un règlement de discipline militaire. Le roi Louis XVI lui octroie en 1786 une pension de 1 200 livres sur la recommandation de Gabriel-Marie de Talleyrand, comte de Périgord et président des états de Languedoc. La même année, il séjourne à Paris en qualité de député des loges maçonniques montpelliéraines lors du convent des loges du Grand Orient. Par ailleurs, Cambacérès est, comme son frère, membre de la Confrérie des Pénitents blancs de Montpellier, une association catholique composée de laïcs. Cette affiliation témoigne de son intégration dans la bonne société de l'époque. Il deviendra même prieur de cette confrérie en 1790.

### Période révolutionnaire

#### L'entrée en politique
Le 16 mars 1789, Cambacérès siège, à la fois en son nom et en qualité de procureur-fondé du marquis de Baschi, au sein de la noblesse lors de la première assemblée générale des trois ordres de la sénéchaussée de Montpellier, qui se tient dans l'église du collège royal. Il y joue un rôle important, d'abord en étant nommé commissaire à la vérification des titres des nobles présents, puis, choisi pour ses qualités de juriste, en tant que l'un des douze secrétaires-rédacteurs des cahiers de doléances de son ordre. Lors du vote pour l'élection du député de la noblesse aux États généraux, le 31 mars, il est élu par ses pairs en compagnie de Charles-Marie de Barbeyrac de Saint-Maurice. Les représentants de la noblesse montpelliéraine espèrent alors que la députation sera doublée, ce qui lui est refusé : l'élection de Cambacérès est annulée et c'est Barbeyrac qui se rend à Versailles.
Cambacérès s'engage alors plus activement dans la vie politique locale. Le 8 septembre, il prend la vice-présidence du Bureau des subsistances de la ville de Montpellier, puis il intègre une commission chargée de l'administration communale en attendant la nouvelle organisation du territoire, dont il devient le vice-président le 1er octobre suivant. Parmi ses missions, il veille à la bonne organisation des élections municipales du 25 janvier suivant, lors desquelles il n'est cependant élu à aucune fonction. Dans le même temps, une société inspirée par la constitution du club des jacobins à Paris se forme à Montpellier au début de l'année 1790. Cambacérès en rédige le règlement intérieur. Le 20 juin suivant, il est élu procureur-syndic du district de Montpellier, mais ne disposant que d'une voix consultative, il n'y joue qu'un rôle modeste. Au cours de l'année 1791, il se rend à Paris dans l'intention d'ouvrir un cabinet d'avocat, ce qui se solde par un échec, faute de moyens.
Le 13 septembre 1791, recueillant 341 voix sur 416, Cambacérès est élu à la présidence du nouveau tribunal criminel de Montpellier, qui est installé le 1er janvier suivant. Il participe ainsi activement à la mise en place de la nouvelle organisation judiciaire française, mais ne reste qu'un peu moins d'une année en fonction : le 6 septembre 1792, il est élu député de l'Hérault à la Convention nationale.

#### Député à la Convention

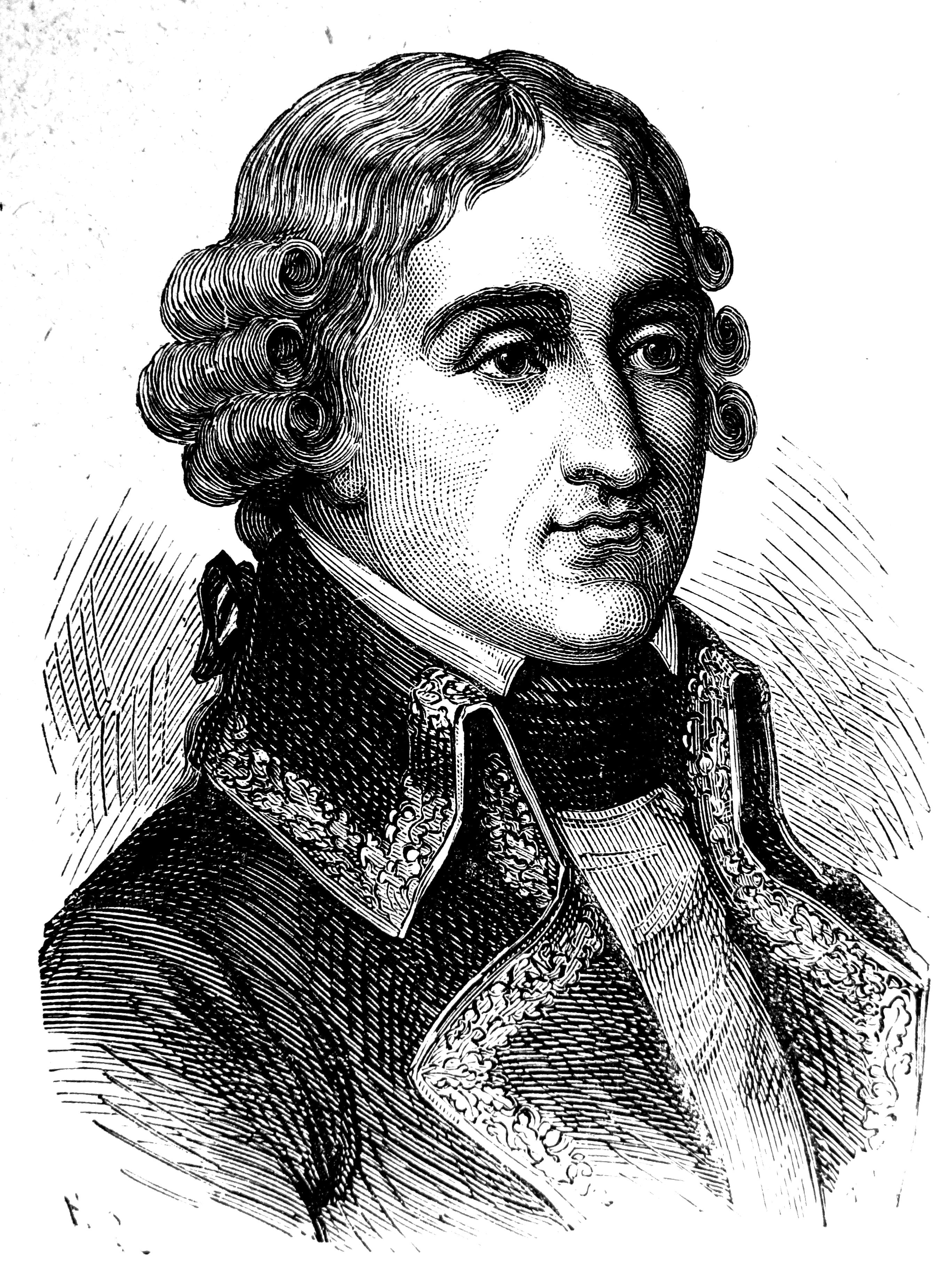
Gravure de Cambacérès à l'époque de la Convention.

Juriste réputé, Cambacérès est sollicité par les différents groupes mais décide de siéger parmi les députés modérés du Marais. Il intègre le Comité de Législation civile et criminelle et de féodalité, composé de 48 membres se réunissant au pavillon de Marsan et dont il est élu président au début du mois de décembre suivant. En janvier 1793, le Comité est divisé en quatre sections : Cambacérès intègre la deuxième, consacrée aux successions et aux enfants nés hors mariage. Dans la période qui suit son élection, son ambition le pousse à vouloir devenir un acteur d'influence mais, dans le climat de terreur qui s'installe peu à peu, il fait avant tout preuve de prudence et refuse d'afficher des convictions trop marquées qui pourraient mettre en danger sa personne.
Son attitude est singulière lors du procès de Louis XVI. À plusieurs reprises, il tente de sauver le roi par ses interventions sur des questions d'ordre juridique, mais il ne réussit pas à convaincre les autres députés. Il défend d'abord l'idée que, la Constitution de 1791 ayant déclaré la personne du roi inviolable et sacrée, la Convention n'a pas la légitimité de se muer en tribunal. Cambacérès souhaite soumettre la compétence en la matière de la Convention à un référendum populaire, ce qui est rejeté. Il parvient néanmoins à faire accepter l'idée que le roi puisse disposer des moyens nécessaires à sa défense. Il est d'ailleurs chargé de se rendre à la prison du Temple pour communiquer au roi sa possibilité de choisir ses défenseurs. Au terme du procès, comme la majorité des députés, Cambacérès reconnaît le roi coupable de conspiration contre la liberté et d'attentat à la sûreté de l'État. Pour autant, il ne vote pas son exécution mais se prononce pour sa mort conditionnelle et sa détention jusqu'à la cessation des hostilités, ne pouvant considérer son exécution que dans le cas d'une invasion du territoire français. Pour motiver son vote, il déclare dans son discours que, dans le cadre des guerres qui impliquent la France, « il y aurait de l'imprudence à se dessaisir d'un otage qui doit contenir les ennemis intérieurs ou extérieurs ».

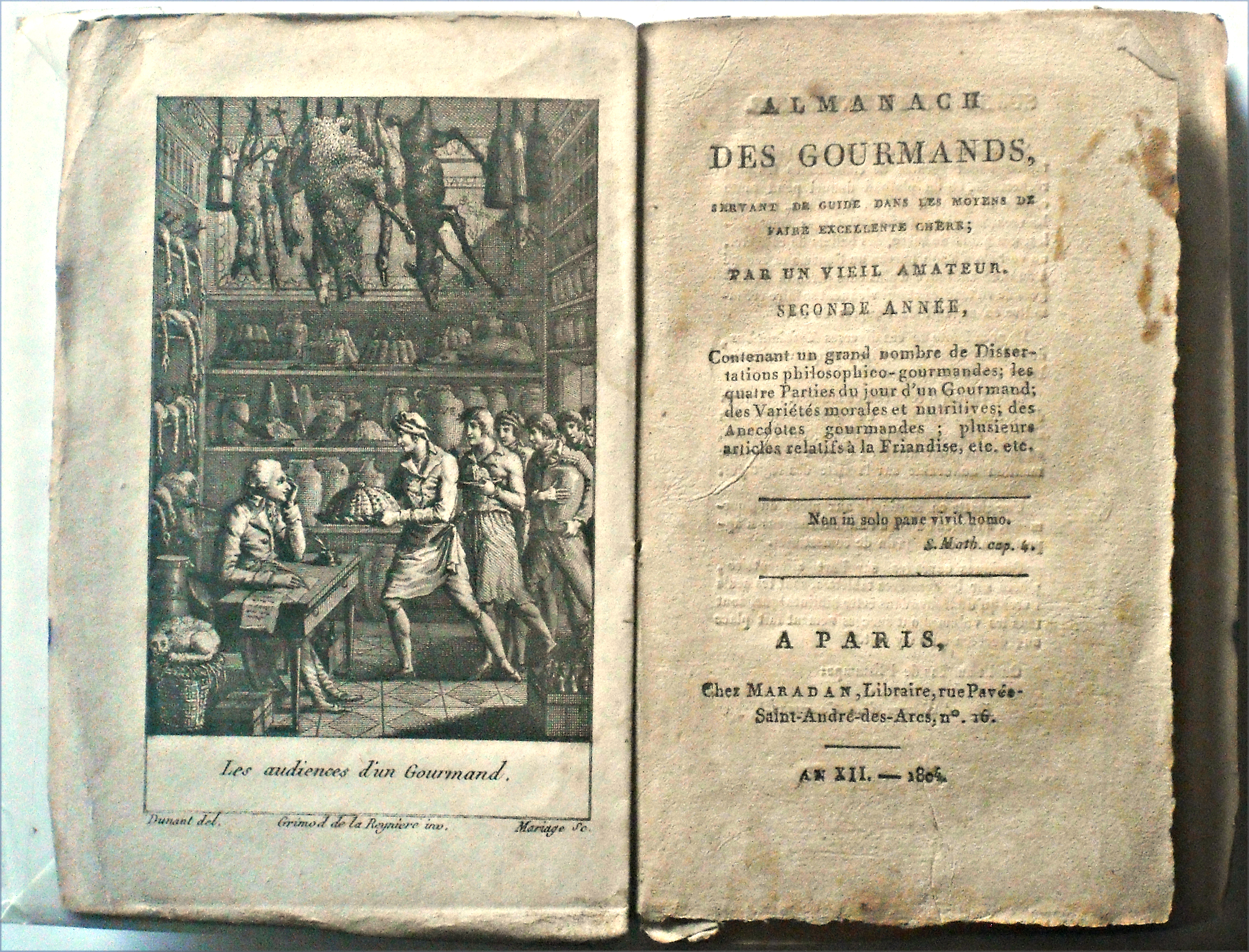
LAlmanach des Gourmands, dont Cambacérès préside le jury des dégustateurs.

Alors que la Convention s'est prononcée pour la mort sans délai, Cambacérès renverse sa position. Il prononce un discours dans lequel il propose que l'exécution du roi ait lieu dans les vingt-quatre heures, sous réserve qu'il reçoive librement les sacrements de la part d'un prêtre. Cette proposition est acceptée à l'unanimité et la Convention refuse ainsi le délai de trois jours demandé par le roi. Ce revirement de la part de Cambacérès, qui était jusqu'alors considéré comme non régicide, témoigne de son ralliement à la grande majorité et de son rapprochement avec les Montagnards. Selon Pierre-François Pinaud, « il a senti le nouvel esprit jusqu'au-boutiste et entamé un rapprochement aussi discret qu'efficace vers l'homme fort qui s'est dégagé des débats du procès : Maximilien de Robespierre ».
Dès lors, son rôle à la Convention devient de plus en plus important. Le 24 janvier, Cambacérès est nommé secrétaire de la Convention, au même titre que Jean-Jacques Bréard et Jacques Alexis Thuriot. En parallèle, il poursuit ses travaux juridiques au sein du Comité de Législation. En mars, il rédige un long mémoire sur la refonte du tribunal de cassation, puis participe au projet de loi d'organisation du Tribunal révolutionnaire, défendu par le député Robert Lindet. Il propose que celui-ci « ne soit établi que pour juger des peines les coupables conspirateurs et contre-révolutionnaires » et que « les juges de ce tribunal instruisent et jugent publiquement le procès des accusés sans jurés ». Le 25 mars, il intègre la Commission de salut public, composée de vingt-cinq membres et formée après la défaite de Neerwinden et le début de l'insurrection vendéenne qui menacent la Convention. En tant que secrétaire, il est chargé de rédiger un rapport général sur les mesures arrêtées par la Commission dans le cadre de l'affaire Dumouriez et d'exprimer devant la Convention les motifs qui la justifient. Ce travail accompli, la présidence de la Commission lui est confiée par ses collègues le 1er avril. Sur la proposition du député girondin Maximin Isnard, la Commission est remplacée le 6 avril par un comité d'exécution restreint à neuf membres et aux pouvoirs élargis, le Comité de salut public. Ne recueillant que 62 voix, Cambacérès n'y est pas élu.

#### Travaux législatifs

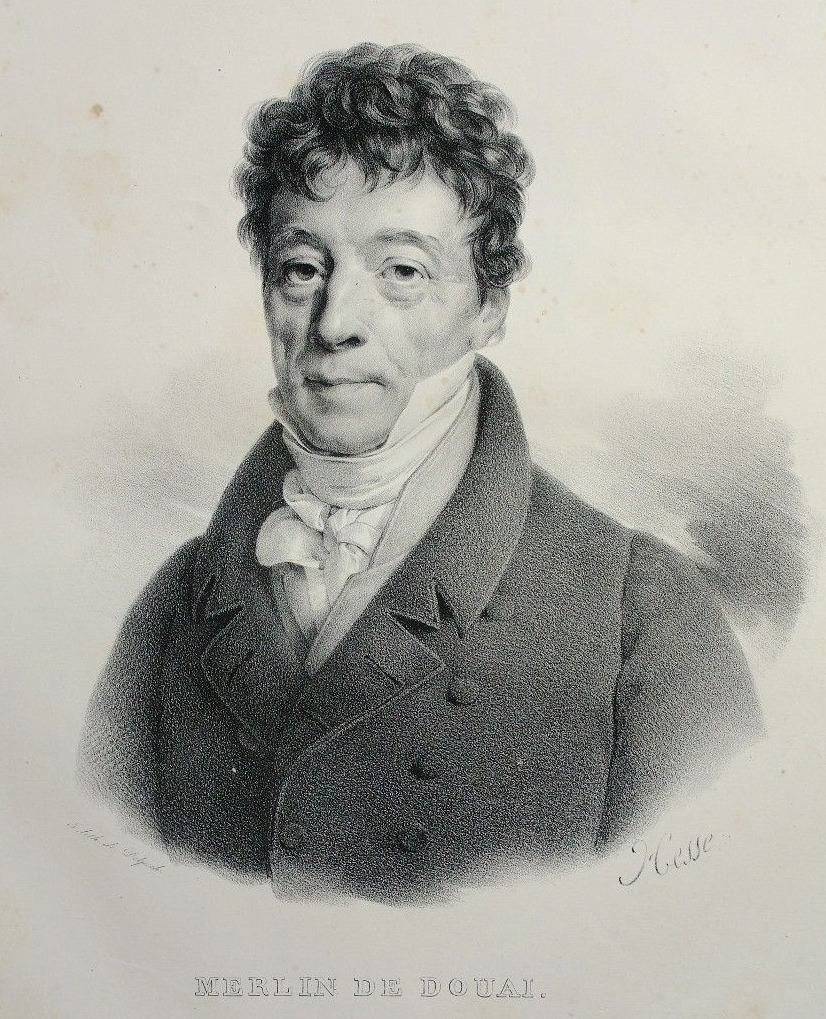
Merlin de Douai collabore avec Cambacérès au sein du Comité de Législation.

Au cours de cette période de troubles, Cambacérès se montre réservé : il s'adresse rarement à la barre de la Convention, en dehors de la remise des rapports confiés à son comité, et ne s'engage jamais ouvertement sur un sujet. La peur des représailles dicte sa conduite et il cherche ainsi à cultiver son image de modéré. Alors que son ami Jean-Jacques Durand, maire de Montpellier, est mis en cause pour avoir pris la tête du soulèvement provincial du 31 mai 1793, Cambacérès le défend à demi-mot. Durand est condamné à mort et exécuté. De façon générale, Cambacérès se range à l'avis de la majorité. C'est ainsi qu'il vote en faveur de l'arrestation des Girondins en juin 1793, puis pour la mise en accusation de Robespierre le 9 thermidor an II.
Sa discrétion à la Convention contraste avec son activité intense à la tête du Comité de Législation. En 1793, il se consacre notamment à la rédaction d'un projet de Code civil. C'est avant tout à un travail de synthèse que s'adonne Cambacérès : s'il écrit certains articles, il se contente parfois de reprendre ou de copier certains projets ou travaux plus anciens, ainsi ceux de Garran de Coulon dans le domaine des droits de succession, ou bien du philosophe anglais John Locke sur le droit de l'individu dans la société et de la famille. Présenté le 9 août par Cambacérès, ce projet est rejeté au début du mois de novembre, après plusieurs semaines de débat, jugé trop lourd et complexe, avec près de six cents articles. Une commission composée de six philosophes, en réalité des jurisconsultes de second ordre, est nommée par le Comité de salut public en vue de le simplifier, mais c'est finalement le Comité de législation qui révise sa copie. Un nouveau projet, réduit à 295 articles et qui ne conserve que les grandes lignes du précédent en matière de droit de la famille et de succession, est présenté par Cambacérès à la Convention le 9 septembre 1794. Il est discuté au début du mois de décembre suivant mais seuls les dix premiers articles sont adoptés tandis que le débat s'enlise sur la question des droits des enfants naturels. Une nouvelle fois, le projet de Code civil est avorté,. Dans le même temps, il est chargé avec Merlin de Douai et Georges Couthon de réviser toutes les lois révolutionnaires prises depuis 1789 et de les réunir en un seul code. C'est lui en réalité qui effectue la majeure partie du travail de classification ; il présente son rapport général le 15 juillet 1794, après trois mois de préparation. Ce projet novateur fait de Cambacérès l'un des pères fondateurs du droit moderne, selon Pierre-François Pinaud.

#### Un personnage central de la Convention thermidorienne
Après la chute de Robespierre, Cambacérès devient l'un des hommes forts du régime. Il est porté à la présidence de la Convention du 7 au 22 octobre 1794. Au lendemain de son élection, il rédige un manifeste connu sous le nom d'Adresse aux Français, un discours de réconciliation nationale qui met fin à la Terreur. Le 7 novembre, il entre au Comité de salut public qui, s'il a perdu son pouvoir dictatorial, demeure l'organe principal de l'État. Il y siège à plusieurs reprises, du 7 novembre au 5 mars 1795, puis du 5 avril au 2 août et du 1er septembre au 30 octobre de la même année,.
Les sujets de politique intérieure et extérieure sont au centre des discussions lors de son premier passage au Comité. Le 22 janvier 1795, il se prononce en faveur du maintien de la détention de la fille et du fils de Louis XVI. Dans le même temps, il veut réformer la diplomatie en instaurant un bureau chargé de rédiger un rapport indiquant les bases des intérêts politiques et commerciaux qui ont existé jusqu'alors entre la France et les autres nations. Avec Merlin de Douai, il organise le rattachement de la Belgique à la France puis négocie la signature d'un traité avec le grand-duché de Toscane qui se retire de la Première Coalition. Pour faciliter le travail diplomatique, il obtient ensuite que le Comité reçoive des pouvoirs exceptionnels en matière de négociation, ce qui permet la signature d'un grand nombre de traités de paix avec les nations européennes tout au long de l'année 1795. Lors de ses deux autres passages au Comité de salut public, Cambacérès en est désigné comme président, ce qui témoigne de son rôle central dans l'appareil d'État et de la confiance que lui portent ses pairs. Lors de son second mandat, des discussions débouchent sur la rédaction d'une nouvelle constitution pour écarter le retour de la monarchie ou d'un régime autoritaire comme celui de la Terreur. Le pouvoir exécutif est confié à un gouvernement de cinq Directeurs, renouvelé par cinquième tous les ans, tandis que deux chambres, élues au suffrage censitaire, sont formées pour empêcher la toute-puissance d'une seule assemblée, c'est-à-dire le conseil des Anciens et le conseil des Cinq-Cents. Cambacérès est d'abord hostile à cette nouvelle organisation politique puis s'y résout finalement et travaille à obtenir un siège de directeur.

#### De l'ombre à la lumière sous le Directoire

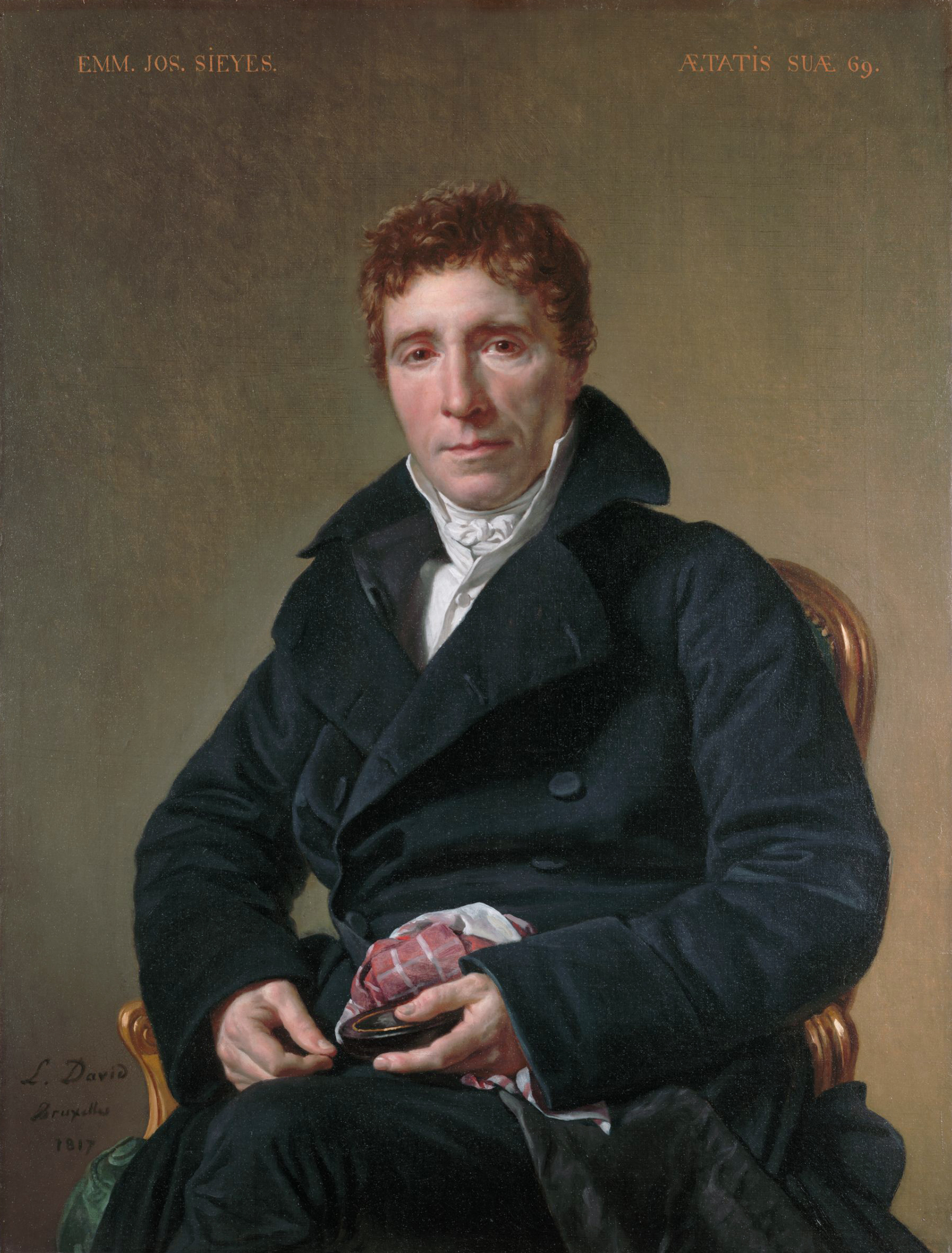
L'abbé Sieyès favorise l'entrée de Cambacérès au gouvernement sous le Directoire.

Au début du mois d'octobre 1795, une affaire jette le trouble sur sa personnalité. Un agent royaliste, nommé Le Maître, est arrêté dans les jardins du Palais-Royal. Une perquisition menée à son domicile met au jour une correspondance supposée entre le comte d'Antraigues et Cambacérès au sujet de la préparation d'un coup d'État royaliste auquel ce dernier aurait prêté allégeance. À la tribune de la Convention, Cambacérès prononce un discours virulent dans lequel il nie tout contact avec le comte et réaffirme son attachement à la République. Il apparaît finalement que ce complot est une manœuvre de ses ennemis pour tenter de l'écarter du jeu politique. Bien que l'Assemblée semble convaincue de son innocence, l'affaire marque les esprits et ternit son image.
À la suite des élections législatives, Cambacérès intègre le conseil des Cinq-Cents. Les députés qui forment cette chambre basse établissent une liste de cinquante noms proposés à l'élection des cinq Directeurs par les membres du conseil des Anciens. Bien qu'il ait longtemps paru comme l'un des principaux favoris à cette élection, Cambacérès ne recueille pas suffisamment de voix. Même si les députés estiment ses capacités, l'affaire Le Maître suscite la défiance et ravive les sentiments monarchistes qu'on lui prêtait déjà au moment du procès de Louis XVI.
Relégué au second plan, Cambacérès se consacre alors pleinement à son rôle de député et au travail législatif qu'il affectionne particulièrement. Il intègre plusieurs commissions, notamment celle des finances qui est chargée de préparer la loi du 19 frimaire an IV sur l'emprunt forcé. Il reprend son projet de Code civil au sein de la Commission de classification des lois, qui joue le même rôle que le Comité de Législation sous la Convention. Présenté une première fois le 12 juin 1796 au conseil des Cinq-Cents, ce projet est complété dans les mois qui suivent pour former un corpus de 1 104 articles. Il n'est discuté qu'à partir du 28 janvier 1797 et, comme lors de ses deux premières tentatives, retoqué. Le débat s'enlise du fait de la difficulté de discuter de son contenu au sein des deux assemblées et Cambacérès demande, le 26 février suivant, que celui-ci soit ajourné.
Dans le même temps, il ne ménage pas les Directeurs et critique ouvertement la politique intérieure et extérieure qu'ils mènent, de même que celle en matière de finances. Il propose aux députés des Cinq-Cents de nommer une commission chargée d'examiner leurs actes et de vérifier qu'ils ne portent pas atteinte au pouvoir législatif, ce qui est adopté le 19 octobre 1796. Trois jours plus tard, il est élu à la présidence de son assemblée. À l'approche des élections législatives de 1797, sa position semble établie mais il fait l'objet d'une nouvelle campagne de calomnies tant sur son action politique que sur ses mœurs. Ne recueillant que 31 des 223 voix dans son département de l'Hérault, il n'est pas réélu et se voit largement devancé par François Denis Rouch qui recueille 177 suffrages.
Éloigné de toute fonction publique, Cambacérès s'établit alors comme conseiller juridique sur les conseils de son ami Pierre-François Vieusseux, propriétaire de l'appartement qu'il loue rue Favart. À cette époque, il n'a pour seul revenu que celui attribué à son statut de membre l'Institut à l'Académie des sciences morales et politiques où le Directoire l'avait nommé le 20 novembre 1795, mais il acquiert très vite une certaine réputation dans les questions financières, le droit maritime et le droit international, notamment auprès du milieu d'affaires montpelliérain installé à Paris. Il devient le conseiller juridique de plusieurs sociétés lucratives comme la Compagnie des mines d'Anzin ou celle du fournisseur aux armées Gabriel-Julien Ouvrard et connaît alors une certaine aisance. En parallèle, il place des sommes de plus en plus importantes chez divers banquiers et effectue des placements mobiliers, sur l'or et les bijoux, évitant soigneusement les placements hasardeux du commerce ou de l'industrie. La fortune qu'il assoit sonne comme une revanche personnelle par rapport à la pauvreté que connaît sa famille au cours de sa jeunesse, tandis qu'il tisse des relations avec de nombreux banquiers qui formeront plus tard le groupement des Négociants réunis et fourniront des capitaux au Consulat.
Cambacérès semble s'accommoder de son éloignement des affaires publiques et de cette « traversée du désert » qui est somme toute relative. À la fin de l'an V, les électeurs de la Seine lui confèrent le grade de capitaine dans la garde nationale de Paris. Dès lors, il effectue son service chaque semaine et dirige sa compagnie. Il se porte candidat aux élections législatives 1798. L'assemblée électorale de Paris se réunit à l'Oratoire du Louvre et désigne le député sortant Jean-Joseph-Victor Genissieu comme président et Cambacérès comme secrétaire. Ces deux nominations font immédiatement apparaître que deux partis adverses presque égaux se trouvent au sein de l'assemblée, et des irrégularités sont constatées dans la vérification des pouvoirs en vue de favoriser les candidats de la majorité directorialiste. Devant cette situation, Genissieu démissionne, laissant son siège à Cambacérès. Une partie des électeurs fait scission et se retrouve dans la salle des séances de l'Institut. À l'Oratoire, Cambacérès est élu député au même titre que Roger Ducos et Gaspard Monge, mais le Directoire leur préfère les candidats élus à l'Institut. Dans les jours qui suivent, les Directeurs tentent un coup de force et le coup d'État du 22 floréal an VI annule l'élection de 106 députés, dont Cambacérès,,.
Le 20 mai 1799, il est élu juge au tribunal de cassation de la Haute-Vienne, sans être candidat. Il renonce cependant à ce poste car, dans le même temps, la situation évolue à la tête de l'État. L'entrée d'Emmanuel-Joseph Sieyès, favorable à une révision de la Constitution pour mettre en place un exécutif fort et stable, change la donne. Il s'entend avec Paul Barras pour écarter les trois autres directeurs lors du coup d'État du 30 prairial et faire élire par les Conseils des Directeurs alignés sur ses positions. Un remaniement ministériel s'opère et, à la demande de Sieyès, Cambacérès est nommé à la Justice le 20 juillet,. Au ministère, il rencontre Noël-Barthélemy Boutet de Monvel et Olivier Lavollée, qui deviennent ses secrétaires particuliers et figureront parmi ses plus proches conseillers sous l'Empire. Au Directoire, l'entente entre Sieyès et Barras est de courte durée : l'exécutif apparaît une nouvelle fois divisé et le gouvernement s'enlise. Le travail ministériel de Cambacérès est alors insignifiant. Des rumeurs de coup d'État se répandent et la fragilité du Directoire est manifeste.

### Deuxième Consul

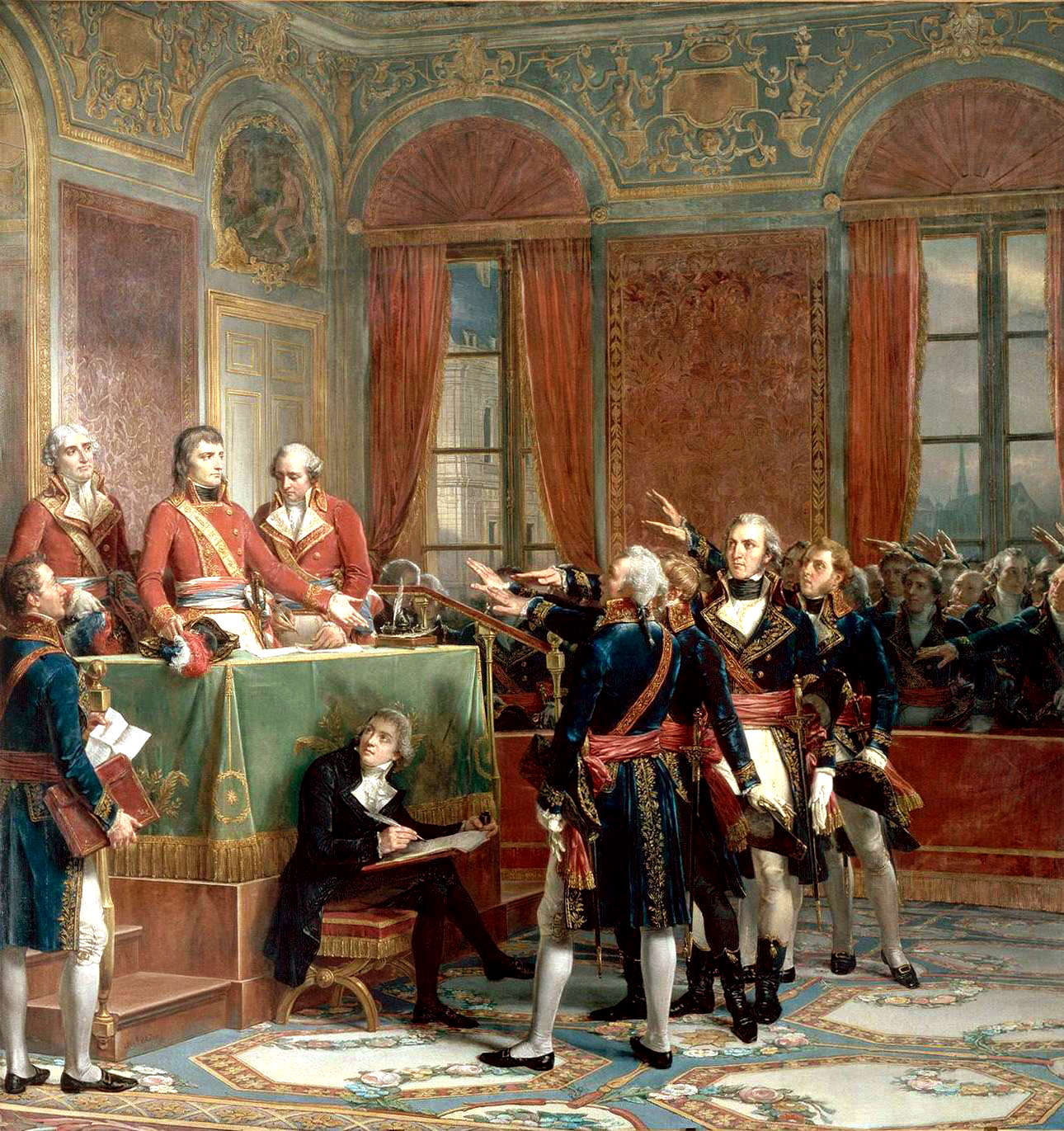
Le consul Cambacérès (à gauche, derrière Bonaparte) lors de l'installation du Conseil d'État.

Un groupe de députés proches de Sieyès passe à l'action en se servant du général Bonaparte, de retour d'Égypte. Convaincu lui aussi par la nécessité de changer de régime et fasciné par Bonaparte, Cambacérès est au centre du complot. Pour autant, fidèle à sa réserve naturelle et par crainte d'être compromis en cas d'échec, il évite de trop s'afficher publiquement avec les conjurés. Le coup d'État du 18 Brumaire est un succès et aboutit au renversement du régime. Un Consulat provisoire est mis en place, comprenant Bonaparte, Sieyès et Roger Ducos. Cambacérès conserve son poste au ministère de la Justice. Au cours de ces journées décisives, sa complicité avec Bonaparte se resserre. Ce dernier ne se satisfait pas des dispositions du Consulat provisoire : il veut le pouvoir pour lui seul et rejette le projet de Constitution élaboré par Sieyès. Il fait écrire un autre texte à sa convenance, qui est adopté le 13 décembre. Le gouvernement est confié à trois consuls installés pour dix ans et rééligibles par le Sénat. En réalité, le pouvoir appartient au Premier consul, Napoléon Bonaparte, qui nomme les ministres responsables devant lui et jouit de l'initiative des lois. Les deux autres consuls n'ont qu'une voix consultative.
Le 13 décembre 1799, Cambacérès est nommé Deuxième Consul, et Charles-François Lebrun, Troisième Consul. Ce choix va dans le sens voulu par Napoléon de réconcilier les partis : homme de pouvoir sous la République, Cambacérès est la caution révolutionnaire du nouveau régime, tandis que Lebrun, ancien constituant royaliste, apporte le soutien d'une partie de l'élite de l'Ancien régime,. Dès les premiers jours de ce nouveau régime, le Deuxième Consul ne se fait guère d'illusions sur son rôle : « Je n'eus pas besoin de me livrer à une longue méditation pour reconnaître qu'il faudrait abandonner la partie, ou vivre de bonne intelligence avec le Premier consul. » Toutefois, ses conseils sont suivis par Bonaparte : alors que ce dernier souhaite multiplier les postes ministériels, Cambacérès l'en dissuade en expliquant que « dans un grand État, les principaux fonctionnaires perdent de leur considération en raison de leur nombre » et qu'en outre, il ne faut pas « accroître les établissements qui entraînent après eux une grande dépense »,.
Les deux consuls reçoivent des pouvoirs délégués de la part de Bonaparte. Ils sont notamment chargés de nommer, en compagnie des deux ex-consuls provisoires, Sieyès et Ducos, la majorité des nouveaux sénateurs. Les membres du Conseil d'État, une nouvelle institution chargée de rédiger les projets de lois, sont nommés par Bonaparte mais Cambacérès réussit à y faire entrer certains de ses amis ou de ses relations maçonniques, comme Jean-Antoine Chaptal, Jean Devaines, Antoine Boulay de la Meurthe ou Moreau de Saint-Méry. Cambacérès choisit de loger à l'hôtel d'Elbeuf, dans la rue Saint-Nicaise, plutôt qu'aux Tuileries comme les deux autres consuls. Il le fait meubler en puisant dans les réserves du Mobilier national afin d'assurer le rôle de représentation permanente qui incombe au second personnage de l'État, tout en recherchant le luxe qu'il n'a pas connu dans sa jeunesse. En organisant des réceptions somptueuses, Cambacérès marque la continuité des habitudes mondaines à travers les changements de régime et atteint le couronnement social qu'il a toujours recherché. Il entretient une cour, parmi lesquels ses secrétaires particuliers Boutet-Monvel et Lavollée, des amis de longue date comme le marquis d'Aigrefeuille, nommé chambellan, et Pavée de Villevieille, ou encore des membres de sa famille comme Duvidal de Montferrier ou Carrion-Nizas. Par l'intermédiaire du Deuxième Consul, tous obtiendront des distinctions pendant l'Empire. Cambacérès possède un « instinct de sybarite » selon le mot de Pierre-François Pinaud, qui le pousse à accumuler les signes extérieurs de richesse et à rechercher les mets les plus exceptionnels à sa table de réception.

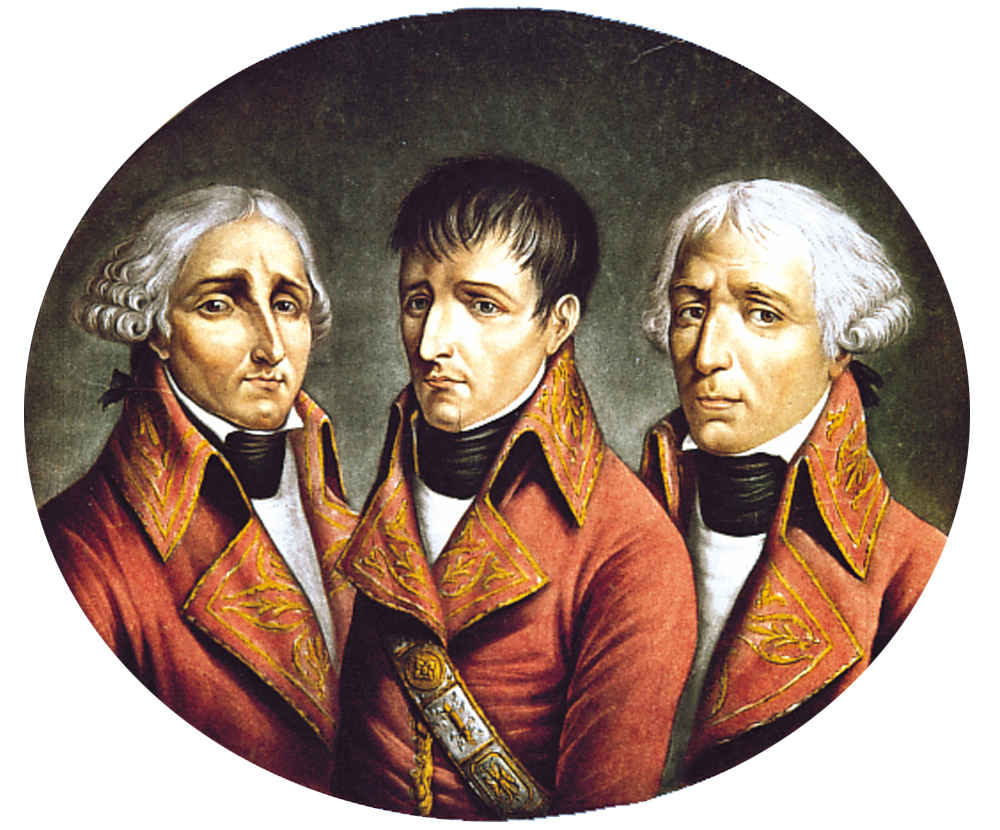
Cambacérès (à gauche) sur un tableau représentant les trois consuls.

Malgré les pouvoirs limités que lui octroie la Constitution, il est plus qu'un conseiller pour Bonaparte, qui met à profit ses capacités d'homme d'État pour refonder l'organisation institutionnelle et administrative du pays. Cambacérès intervient sur la nomination des magistrats et des préfets, que le Premier Consul n'a plus qu'à ratifier, ainsi que la préparation des lois dans le domaine de la justice, notamment celle du 2 mars 1800 qui pose les fondations d'une nouvelle hiérarchie des juges et des tribunaux. Il double la nomination des magistrats d'une manœuvre politique car de nombreux Jacobins font leur entrée dans la magistrature, ce qui est une manière de les attacher au régime, mais agit également par népotisme. Napoléon Bonaparte lui délègue la présidence des séances du Conseil d'État et du Sénat en son absence, de même que la signature des actes de gouvernement. Cambacérès fait preuve d'une grande habileté en recherchant le plus souvent à concilier les positions. Le Premier consul lui témoigne une nouvelle fois sa confiance : il assure directement l'intérim du pouvoir du 6 mai au 2 juillet 1800 alors que Bonaparte se porte à la tête de l'armée pour la deuxième campagne d'Italie.

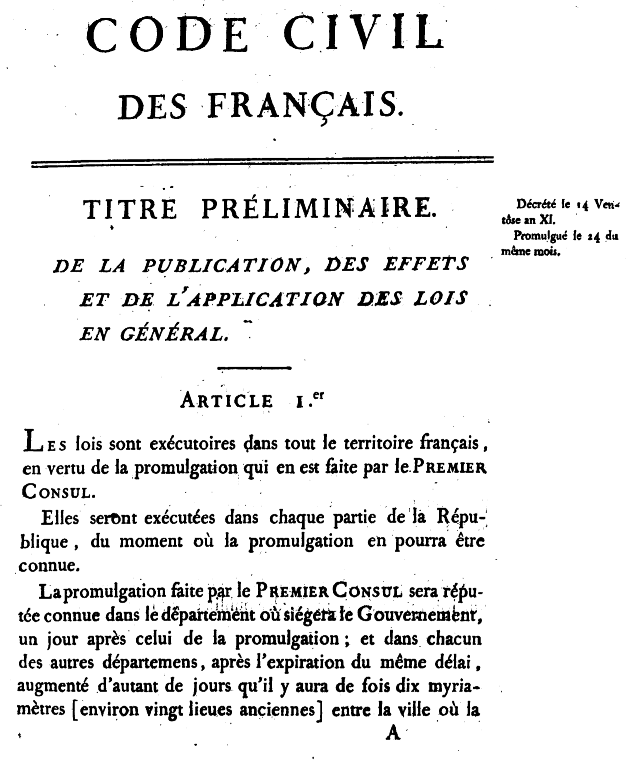
La première page de l'édition originale du Code civil.

Cambacérès est directement associé à la transformation du pays. La stabilité politique apportée par le Consulat incite Bonaparte à reprendre et achever le Code civil imaginé par Cambacérès de manière à poursuivre son travail d'unification de l'État. Une commission de quatre juristes, composée de Portalis, Bigot de Préameneu, Tronchet et Maleville, est chargée de rédiger le projet de « Code civil des Français », sous la direction de Cambacérès. Après trois ans de procédures, il est promulgué le 21 mars 1804 et constitue dès lors l'une de ces « masses de granit » que le régime napoléonien cède au pays,. Le texte reprend en grande partie les trois premiers projets de Cambacérès, et Portalis décrit alors son travail comme « un chef-d'œuvre de méthode et de précision, conçu avec netteté, ordonné avec méthode et formulé avec précision ». Profondément attaché à la religion, Cambacérès est un fervent défenseur du Concordat, ratifié en 1801. Il obtient de Bonaparte que son frère Étienne-Hubert soit nommé archevêque de Rouen l'année suivante. Cambacérès reçoit aussi un certain nombre de distinctions : il est élu à l'Académie française en 1803, au fauteuil no 30 du comte de Guibert.
Après le traité d'Amiens en mars 1802, la popularité du Premier consul semble à son plus haut. Cambacérès incite le Tribunat à donner à Bonaparte « un gage éclatant de la reconnaissance nationale ». Dans un premier temps, le Sénat consent à le déclarer réélu pour dix ans mais l'organisation d'un plébiscite proclame Napoléon Bonaparte consul à vie le 2 août suivant,. Malgré sa fidélité et son respect à l'égard du Premier consul, Cambacérès n'hésite pas à s'opposer à certaines de ses décisions. C'est le cas en 1804 lorsqu'il condamne fermement l'arrestation puis l'exécution du duc d'Enghien, soupçonné d'entretenir un complot royaliste. Il voit dans l'exécution d'un prince de sang royal un signal négatif envoyé aux autres pays et un risque d'agitation en province par des soulèvements.

### Archichancelier de l'Empire

#### «Plus qu'un numéro deux, moins qu'un numéro un»

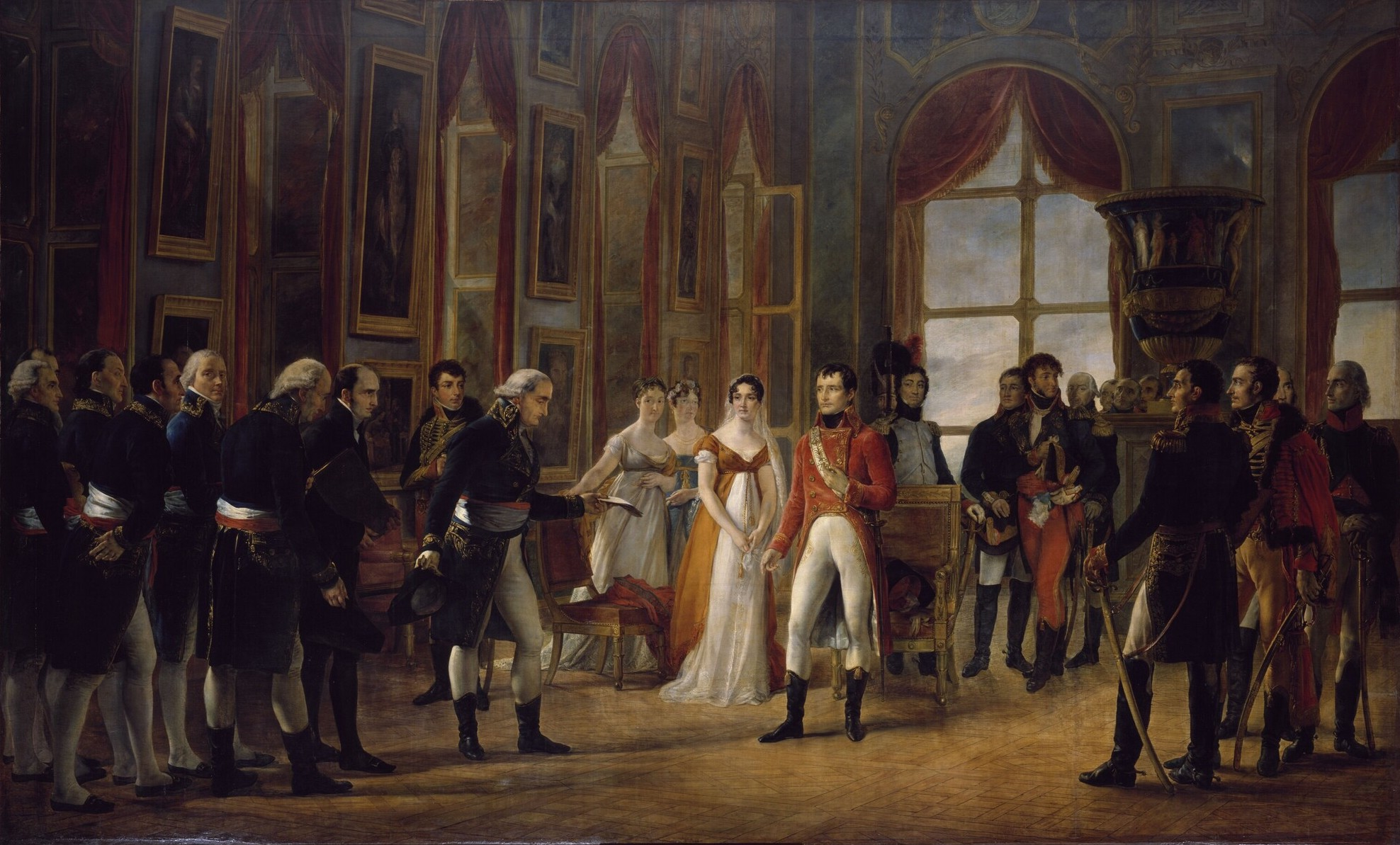
Cambacérès (au centre du tableau) apporte à Napoléon le sénatus-consulte qui le proclame Empereur.

Dès le début de l'année 1804, l'établissement de l'Empire semble inéluctable. Le complot orchestré par Cadoudal a fait admettre dans l'opinion publique la nécessité d'une monarchie héréditaire dans les mains de Bonaparte pour garantir les acquis républicains et mettre la France à l'abri d'un retour de l'Ancien Régime. Dans un premier temps, Cambacérès désapprouve cette évolution, mais il finit par s'y résoudre. Le 18 mai 1804, à la tête du Sénat qu'il préside, il présente à Napoléon Bonaparte le sénatus-consulte qui le proclame Empereur des Français, dans la galerie d'Apollon du château de Saint-Cloud. Le même jour, quatre hommes sont portés au titre de grands dignitaires de l'Empire : Cambacérès est nommé archichancelier de l'Empire, un titre hérité du Saint-Empire romain germanique.

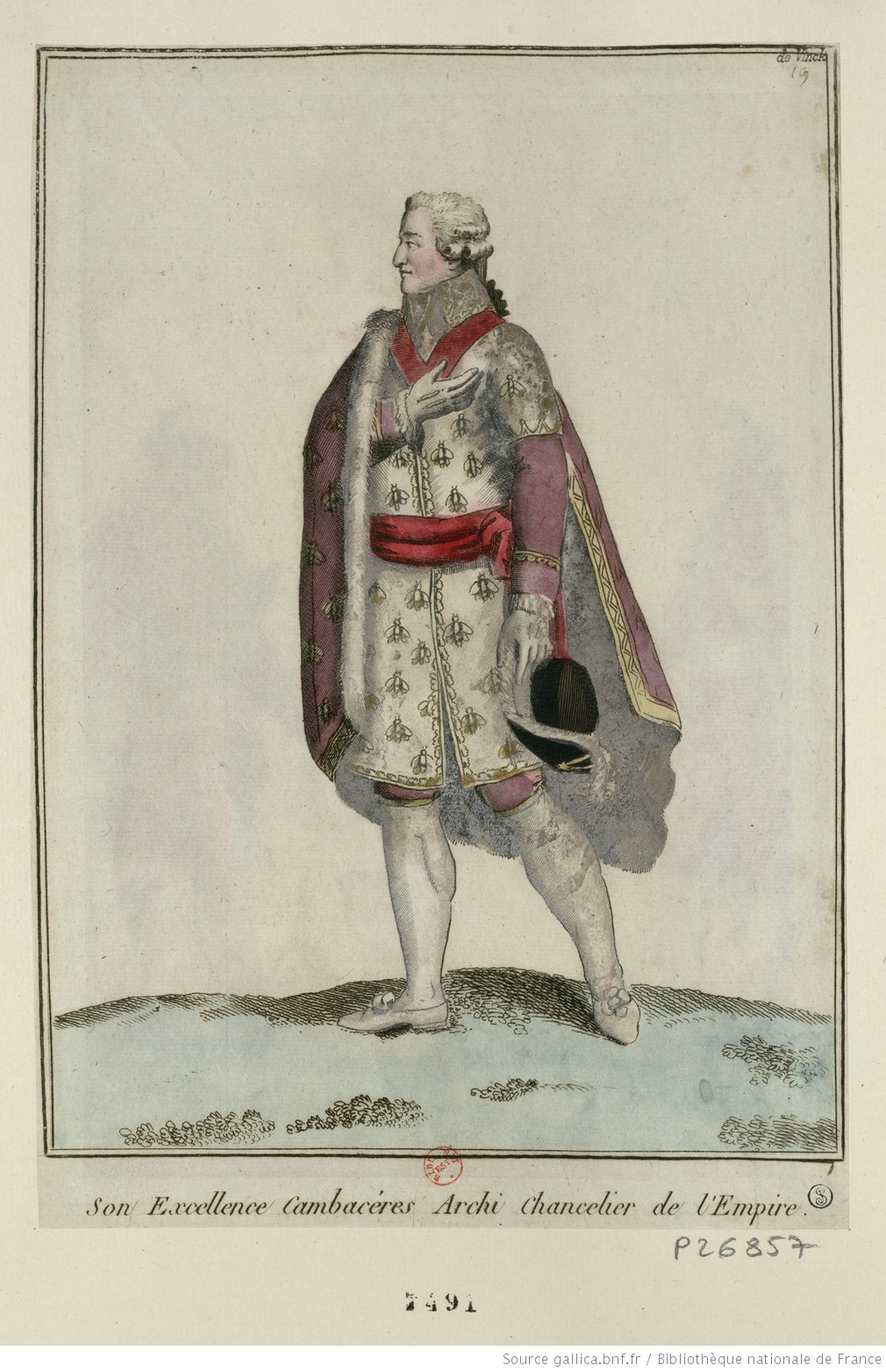
L'archichancelier en costume.

Ses fonctions, définies par l'article 40 de la Constitution de l'an XII, sont principalement d'apparat, mais il conserve la confiance de Napoléon et demeure, dans les faits, son second. Si, sur le plan protocolaire, le prince Joseph Bonaparte est le deuxième personnage de l'État, c'est à Cambacérès qu'est parfois confiée la marche de l'État, faisant de lui « plus qu'un numéro deux, moins qu'un numéro un ». L'article 45 de cette même Constitution précise que l'archichancelier doit présider le collège électoral de Bordeaux. Outre ses différentes attributions, sa qualité de grand dignitaire fait de lui un membre de droit du Sénat, du Conseil d'État, du Grand Conseil de l'Empereur et de son Conseil privé, ainsi que de celui de la Légion d'honneur. Chaque mercredi, les ministres de la Justice, de l'Intérieur, des Finances, du Trésor et des Cultes se réunissent chez lui pour y présenter les travaux de leurs départements respectifs qui sont ensuite transmis à l'Empereur. Malgré son changement de fonction, Cambacérès demeure toujours l'un des plus proches conseillers de Napoléon, qui le préfère aux personnages réputés comme comploteurs et intrigants que sont Fouché et Talleyrand.
Comme sous le Consulat, Cambacérès remplace Napoléon lors de ses déplacements à la tête des armées : il est chargé de la convocation de la présidence du Sénat, de la présidence du Grand conseil d'administration, du Conseil des ministres et du Conseil d'État, tout en respectant les prérogatives du prince Joseph. Il entretient en permanence une correspondance avec l'Empereur pour lui faire connaître les affaires en cours et lui permettre de prendre seul les décisions malgré son éloignement, seule l'urgence en matière de police dispensant de suivre cette procédure. Ses attributions se complètent d'une forte revalorisation de son traitement. À travers ses fonctions, il s'attache à renforcer son rôle de représentation et à se faire le gardien des traditions séculaires de la France, si bien que divers historiens « le rangent au magasin des accessoires décoratifs de l'Empire ».
À la fin de l'année 1804, Cambacérès participe au même titre que plusieurs conseillers de l'Empereur à la préparation de son couronnement, lors duquel il porte la main de justice. Il est également à l'origine du choix de l'abeille comme symbole de la personne de Napoléon, pour représenter la situation actuelle de la France avec une république réunie autour de son chef. Dès les premiers temps de l'Empire, Cambacérès est donc un homme fort au centre du pouvoir. Il est notamment chargé de préparer la rédaction de deux nouveaux codes, le Code de procédure civile et le Code de commerce, ou encore de rédiger le sénatus-consulte rétablissant le calendrier grégorien à compter du 1er janvier 1806.

#### L'intérim de Cambacérès

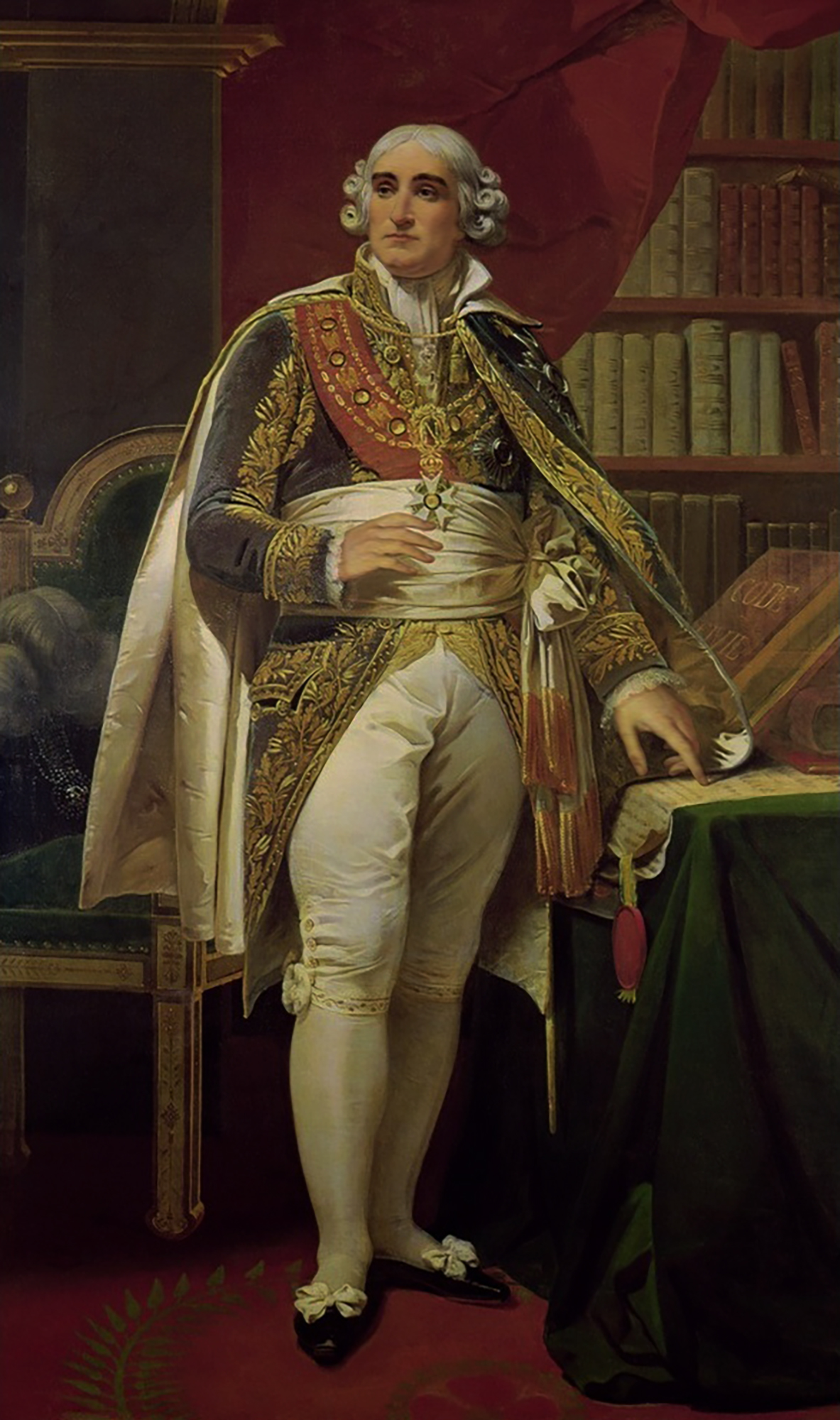
Le Prince-Archichancelier de l'Empire, par Henri-Frédéric Schopin.

Napoléon quitte Paris le 25 septembre 1806 pour prendre la tête des armées françaises lors des guerres de la Quatrième Coalition. Un ordre service signé la veille, et complété par un décret le 21 mars suivant, attribue à Cambacérès les principales charges de l'État. Pour autant, il ne peut décider seul et un auditeur au Conseil d'État est chargé chaque semaine de porter les ordres les plus importants à signer, ainsi que les rapports de l'archichancelier et des ministres, au quartier général de l'Empereur. Ainsi Napoléon peut modifier un certain nombre des décisions prises par Cambacérès quand elles ne lui conviennent pas. Ce système est approuvé par l'archichancelier qui déclare : « Ce moyen était sans doute plus ingénieux que solide. Il était sorti tout entier de la tête de l'Empereur qui, voulant exercer une autorité sans partage, et répugnant à l'installation d'un régent, et même d'un Conseil de régence, n'avait trouvé rien de mieux que d'être toujours présent à l'aide d'un mandataire spécial qui, n'ayant entre ses mains aucune autorité d'exécution, ne pourrait jamais donner de l'ombrage, lors même que ses qualités personnelles n'auraient pas suffi pour garantir ses intentions et sa conduite ». Le rôle de Cambacérès pendant cette période ne doit cependant pas être sous-estimé car il gouverne vraiment la France pendant cet intérim, « soit en mettant en œuvre les programmes lancés avant le départ de l'Empereur, soit en prenant des décisions mineures, soit en gérant les situations de crise », comme le souligne l'historien Thierry Lentz. Ce dernier lui attribue même le qualificatif, certes anachronique, de « premier ministre ».
Napoléon tient fermement à ce que son absence ne soit pas un obstacle aux projets arrêtés et que la machine gouvernementale ne cesse jamais de fonctionner. Ainsi Cambacérès fait poursuivre les travaux d'embellissement de Paris, malgré une grève des ouvriers au début du mois d'octobre 1806, et contrôle les discussions du Grand Sanhédrin, devant donner un statut aux juifs de France. Sur le plan juridique, il assure l'entrée en vigueur du Code de procédure civile au 1er janvier 1807 et surveille la discussion au Conseil d'État du Code de commerce, publié le 11 septembre 1807. Il est également chargé de préparer les lois sur l'instauration d'une nouvelle Cour des comptes.
Cambacérès doit aussi affronter plusieurs situations de crises mettant en péril la sécurité de l'État. En octobre 1806, alors que les Anglais attaquent les ports de Boulogne et Calais, il ordonne au maréchal Moncey, premier inspecteur général de la Gendarmerie, de se tenir prêt à commander les troupes stationnées dans la région pour assister celles du maréchal Brune et fait lever, avec l'autorisation de l'Empereur, des gardes nationales dans plusieurs départements du bord de la Manche. Au début de l'année 1807, il fait établir des camps militaires dans le Morbihan après plusieurs attaques de fortins le long des côtes par des soldats anglais, comme à proximité d'Arcachon ou des Sables-d'Olonne. Cambacérès assure la propagande du régime. Il organise la lecture publique et l'affichage sur les murs des bâtiments publics parisiens et provinciaux des numéros du Bulletin de la Grande Armée, vantant les mérites de l'Empereur et de ses troupes. À la demande de Napoléon, il fait traduire ces Bulletins en turc et en arabe, et fait écrire plusieurs ouvrages historiques pour justifier ses entreprises, comme L'Histoire des trois partages de la Pologne par le comte d'Hauterive.
Après le retour de l'Empereur à Paris à la fin du mois de juillet 1807, Cambacérès retrouve sa place dans l'ombre de son souverain. Il est désigné pour rédiger et présenter au Sénat les statuts constitutifs de la noblesse d'Empire. Il emploie les expressions de « distinctions nécessaires », de « titres impériaux », du « nouvel ordre des choses », mais jamais celui de noblesse pour ne pas heurter les sentiments républicains d'une grande partie des sénateurs. Un Conseil du Sceau, présidé par lui et chargé d'examiner les demandes relatives aux titres et aux majorats, est créé par décret de l'Empereur le 1er mars 1808. Au fil des campagnes de la Grande Armée, Cambacérès doit présenter au Sénat les nouvelles conscriptions. Pour lui témoigner sa reconnaissance, l'Empereur le fait duc de Parme le 24 avril 1808. Cette distinction s'ajoute à de nombreuses autres, comme celle de l'ordre de l'Aigle noir, reçu du roi Frédéric-Guillaume II de Prusse pour avoir organisé le deuil de la cour impériale après le décès de la reine douairière en 1805.

#### Une influence réduite

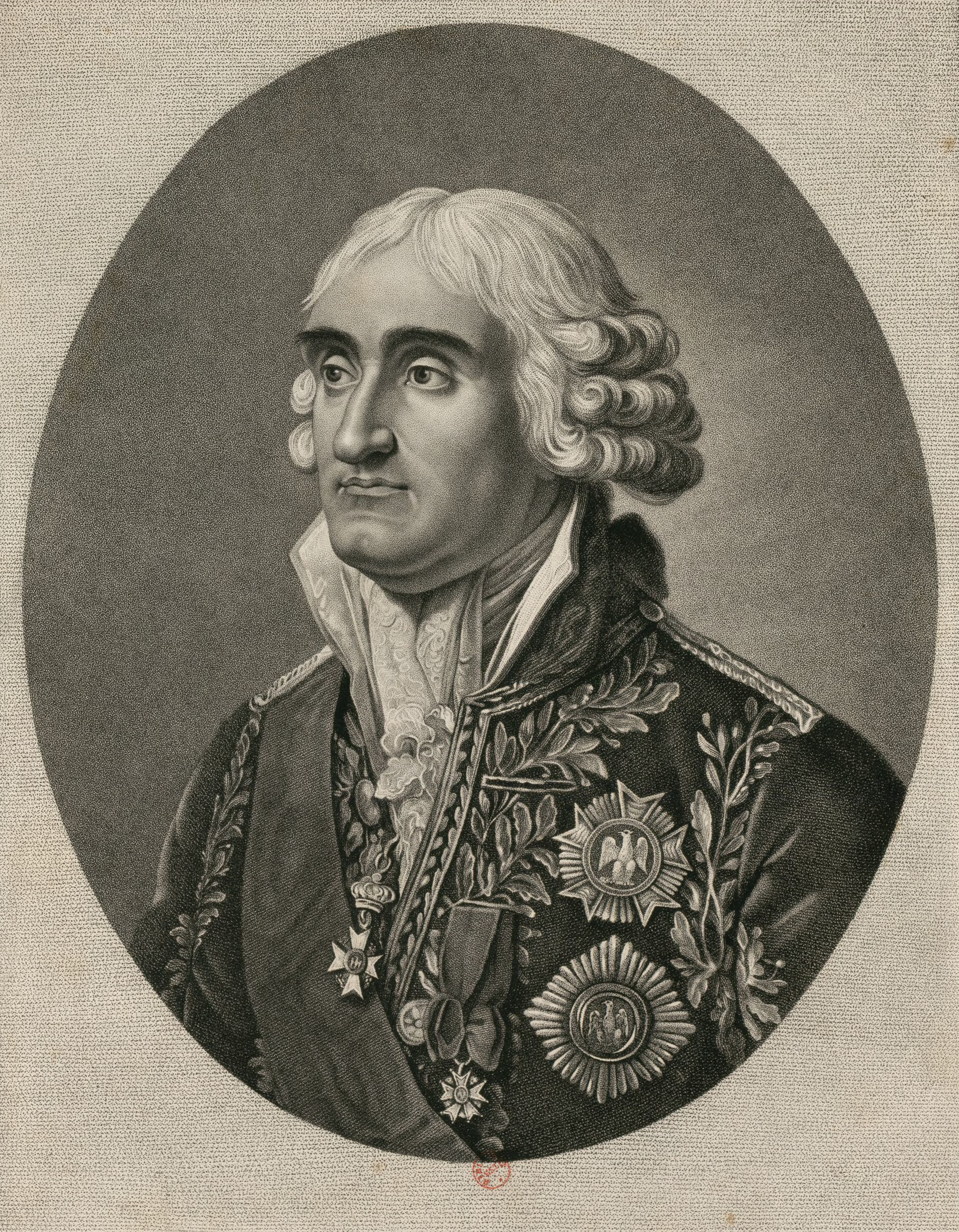
Portrait de Cambacérès, duc de Parme.

Plusieurs désaccords finissent néanmoins par naître entre l'Empereur et son archichancelier. Opposé à la conquête de l'Espagne, il est tenu à l'écart des décisions concernant les opérations militaires menées sur la péninsule ibérique, mais doit cependant les défendre à la tribune du Sénat en septembre 1808 en accusant l'Angleterre de vouloir détruire les intérêts communs de l'Espagne et de la France : « La guerre en Espagne est politique, elle est juste, elle est nécessaire. » En 1809, alors que Napoléon est en Autriche à la tête de son armée, Cambacérès ne peut s'opposer à l'initiative de Joseph Fouché de mobiliser les troupes de gardes nationaux des départements du Nord, de Belgique et de Hollande pour contrer l'expédition anglaise de Walcheren, contre l'avis de l'Empereur. Celui-ci s'en prend vivement à Cambacérès, lui reprochant de ne pas avoir fait usage des pouvoirs qu'il lui a confiés,. Dans les mois qui suivent, les conseils de l'archichancelier semblent de moins en moins écoutés. Alors que Napoléon lui fait part de son intention de divorcer de l'Impératrice Joséphine pour donner un héritier au trône, Cambacérès le contredit et défend l'Impératrice face à l'Empereur et au clan de la famille Bonaparte. Il doit pourtant s'y résoudre et c'est à lui qu'incombe la rédaction du sénatus-consulte qui officialise le divorce le 16 décembre 1809. C'est lui qui est chargé de négocier la dissolution du mariage devant l'officialité de Paris. Dans les mois qui suivent, alors que la plupart des conseillers de Napoléon souhaitent un mariage avec une princesse autrichienne, Cambacérès continue de défendre l'idée d'un mariage avec une princesse russe. Le mariage autrichien l'emporte et l'Empereur épouse Marie-Louise d'Autriche. Le mariage civil est prononcé par l'archichancelier et le secrétaire d'État Hugues-Bernard Maret le 1er avril 1810 dans la grande galerie des Tuileries, en présence de la famille impériale et de la Cour.
L'affaire du coup d'État du général Malet, alors que Napoléon est engagé en Russie à la fin de l'année 1812, affaiblit la position de Cambacérès. L'Empereur s'insurge contre les hauts dignitaires de son régime car l'affaire a fait apparaître la faiblesse de la légitimité impériale : ni Cambacérès ni aucun autre dignitaire n'a songé, alors que la mort de Napoléon en Russie est annoncée par les comploteurs, à proclamer son fils, le roi de Rome, empereur, ce qui aurait assuré l'hérédité de son trône. L'affaire Malet marque le début d'une certaine distance dans les relations entre Napoléon et son archichancelier. L'Empereur adopte alors une nouvelle forme de gouvernement en son absence avec la mise en place d'une régence assurée par l'impératrice Marie-Louise, assistée d'un Conseil des grands dignitaires. Pour autant, tel un « souverain sans la couronne », Cambacérès demeure proche du pouvoir et devient l'un des plus proches conseils de la jeune impératrice pour l'assister dans une tâche qui semble trop lourde pour elle au regard de son inexpérience.
Au début de l'année 1814, alors que la situation militaire se dégrade et que la défaite française semble de plus en plus certaine, Cambacérès reste fidèle à l'Empereur. Le 28 mars, les armées alliées sont aux portes de Paris et le conseil de régence décide l'évacuation de la cour, de l'Impératrice et de son fils, qui gagnent Blois deux jours plus tard,. Paris capitule le 31 mars et deux jours plus tard, le Sénat vote la déchéance de l'Empereur. Celui-ci abdique le 6 avril, tandis que Cambacérès tente de sauver sa personne et de s'accrocher au pouvoir en adressant une lettre à Talleyrand. Sénateur de droit par son statut de grand dignitaire, il y déclare qu'il « adhère à tous les actes faits par le Sénat depuis le 1er avril ». Fidèle de Napoléon jusqu'aux derniers instants du régime, il se rallie pourtant à son acte de déchéance.

### Restaurations, Cent-Jours et dernières années

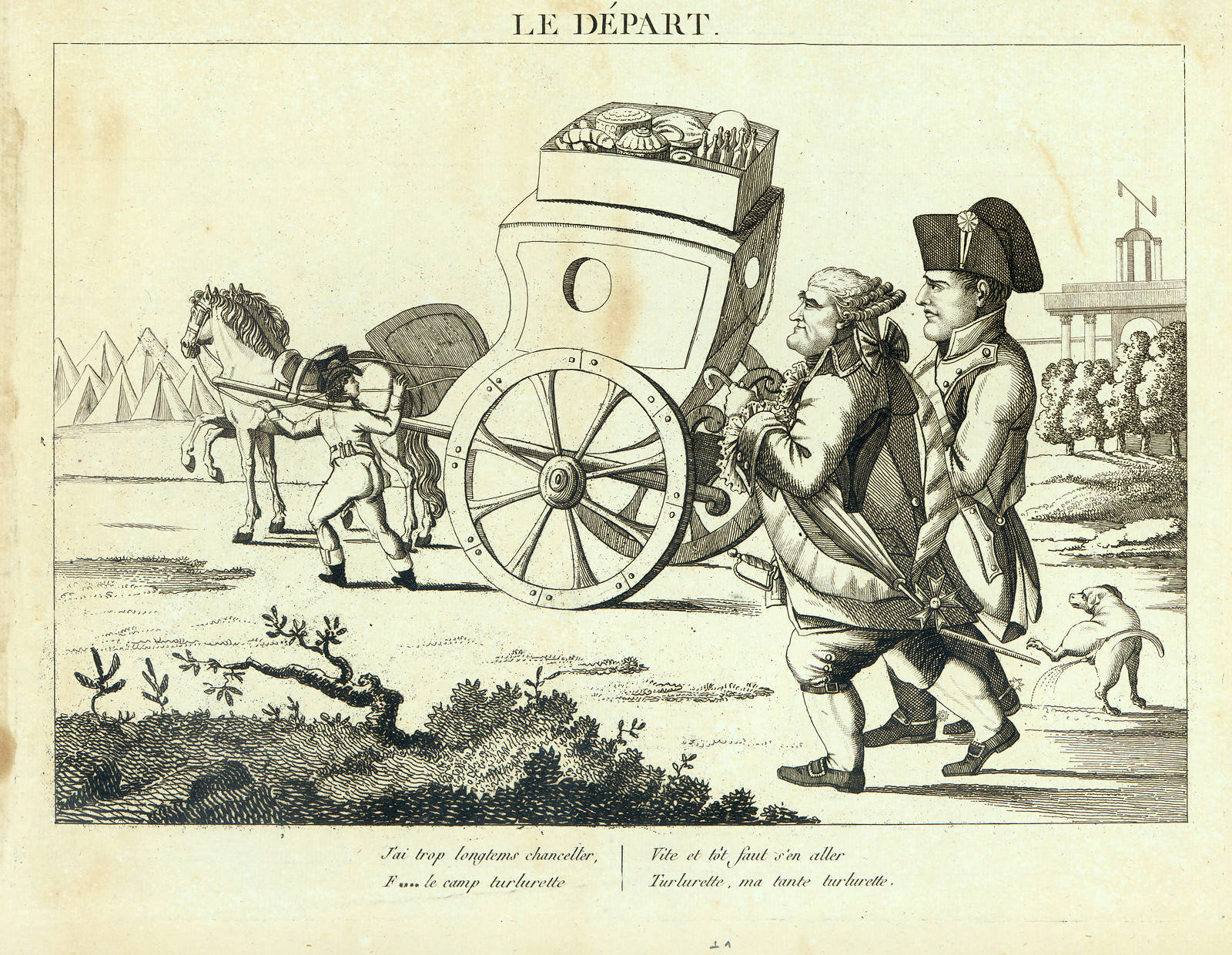
Sous la Restauration, Cambacérès est la cible des caricaturistes royalistes.

Écarté du pouvoir, Cambacérès rentre à Paris le 9 avril et se voit notamment radié de l'Institut. Il perd également son titre de duc de Parme. Sous la Première Restauration, il cherche à se faire oublier et refuse de conspirer avec ceux qui préparent un éventuel retour de l'Empereur, y compris lorsque commence le vol de l'aigle et le débarquement de ce dernier au Golfe-Juan le 1er mars 1815. Il est pourtant réintégré dans toutes ses dignités par Napoléon et reprend lors des Cent-Jours le poste de ministre de la Justice qu'il avait occupé pendant le Directoire et qu'il n'a d'autre choix que d'accepter : « Il fallait donc ou servir l'empereur ou se placer parmi ses ennemis ». Napoléon lui adjoint le conseiller d'État Antoine Boulay de la Meurthe pour l'épauler dans sa tâche. Dès le retour au pouvoir de l'Empereur, Cambacérès se distingue en signant avec les autres ministres Gaudin, Decrès, Fouché, Caulaincourt, Maret, Carnot et le maréchal Davout un texte dans lequel ils enjoignent à Napoléon de tenir ses engagements en suivant pour seule voie de gouvernement « la garantie et la consolidation des institutions libérales », sans provoquer la guerre ni commettre d'actes arbitraires. Le 2 juin 1815, Cambacérès est nommé président de la Chambre des pairs. Son pouvoir est néanmoins limité : la présidence du conseil de gouvernement en l'absence de l'empereur est cette fois confiée à son frère Joseph Bonaparte. Après la défaite de Waterloo et la chute définitive de Napoléon, Cambacérès est une nouvelle fois mis au ban de la société. Il est dénigré par une campagne de presse en partie orchestrée par François-René de Chateaubriand et les milieux ultraroyalistes et qui repose sur son homosexualité supposée. Sa carrière politique s'achève.

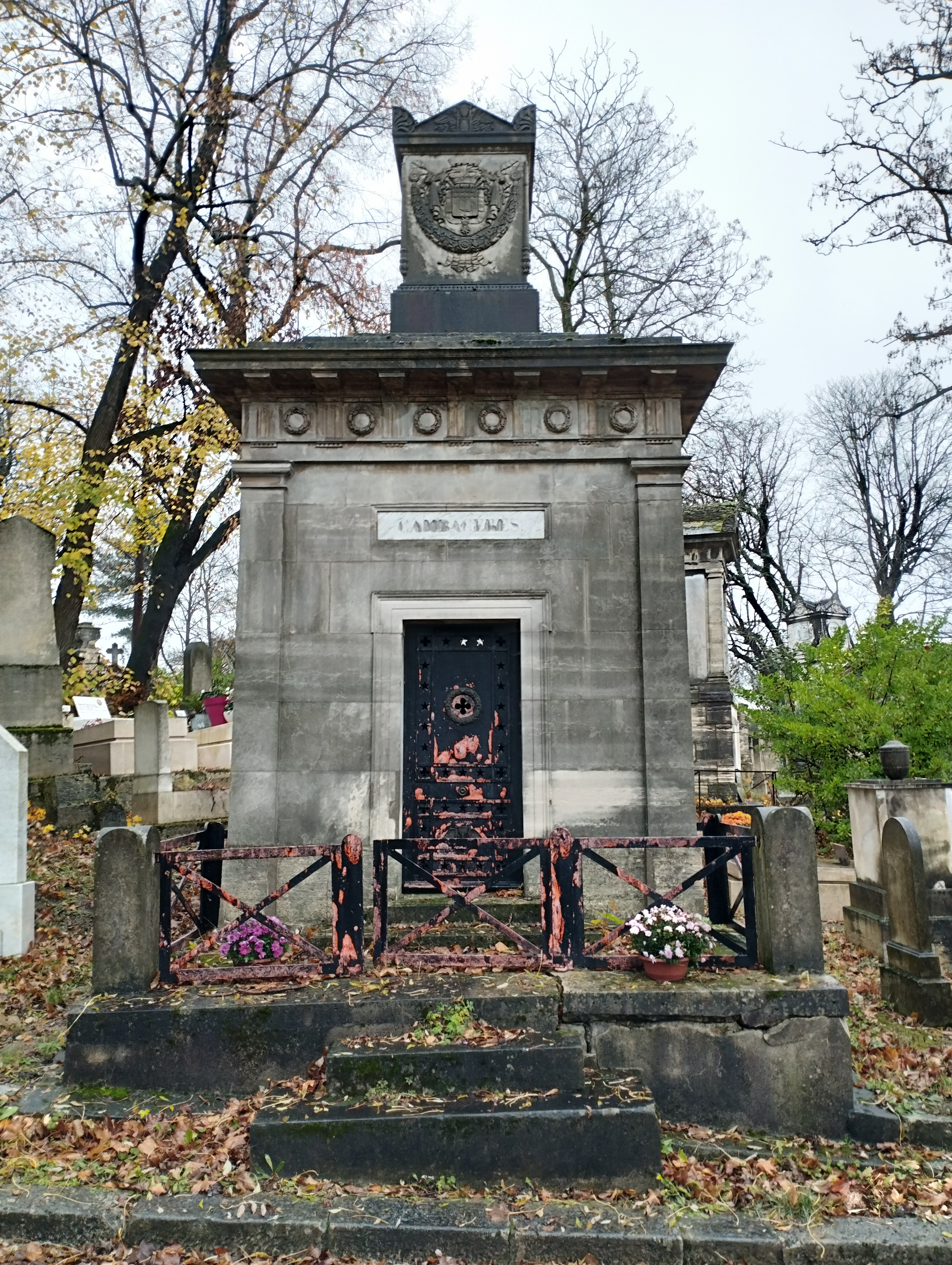
La tombe de Cambacérès au cimetière du Père-Lachaise (39e division).

À la fin de l'année 1815, il est radié, comme dix autres membres, de l'Académie française. Il est frappé par la loi du 12 janvier 1816 qui décrète l'amnistie des soutiens de l'Empereur pendant la période des Cent Jours, à l'exception des membres de sa famille et de ceux qui ont voté en faveur de l'exécution de Louis XVI, et doit s'exiler à Bruxelles. Pour autant, cherchant une nouvelle fois à protéger son honneur, il rédige un long Mémoire justificatif dans lequel il cherche à motiver ses positions par les circonstances de l'époque, et sollicite l'intervention du ministre de la Police Élie Decazes, franc-maçon comme lui. Cela lui permet notamment d'éviter que sa fortune soit entièrement placée sous séquestre. Durant son exil, Cambacérès se réfugie dans la piété. Louis-Désiré Véron écrit de lui : « Il faut vous figurer un vieillard respectable, en perruque et en habit marron, allant tous les matins à Sainte-Gudule, notre cathédrale, près de laquelle il était logé ; un domestique le suivait portant un gros livre d'heures. Là, Cambacérès s'agenouillait sur la terre nue, entendait la messe et restait plongé dans de longues méditations : Quantum mutatus ab illo ! ».
Le 28 mai 1818, une ordonnance royale signée par Louis XVIII le rétablit dans ses grades et qualités dans l'ordre de la Légion d'honneur et l'autorise à rentrer en France en le retirant définitivement de la liste de proscription établie en janvier 1816. Il revient à Paris à la fin de l'année 1818 puis effectue un dernier séjour à Bruxelles en mai 1821 pour y régler ses affaires.
Le 1er mars 1824, il est atteint d'une crise d'apoplexie après déjeuner. Pris en charge par plusieurs chirurgiens, son état s'aggrave et il meurt le 8 mars. Ses funérailles sont célébrées quatre jours plus tard par l'archevêque de Paris Hyacinthe-Louis de Quélen en l'église Saint-Thomas-d'Aquin et en présence de nombreux dignitaires du régime actuel et des régimes passés, ainsi que de nombreux ambassadeurs. Cambacérès est inhumé au cimetière du Père-Lachaise.

## Franc-maçonnerie

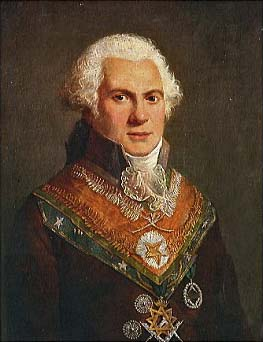
Cambacérès participe avec Alexandre Roëttiers de Montaleau au renouveau de la franc-maçonnerie sous le Consulat puis l'Empire.

Jean-Jacques-Régis Cambacérès est initié franc-maçon le 17 mai 1779 dans la loge « L'ancienne et de la Réunion des Élus » sise à Montpellier. Lors de sa réception, elle compte vingt-et-un membres, principalement des maîtres artisans, des boutiquiers et des médecins. Présenté par les marquis Charles-Michel d'Aigrefeuille et Philippe-Charles de Pavée de Villevieille, il franchit rapidement les trois grades d'apprenti, compagnon et maître. Il en assure également la fonction d'orateur. En 1786, il est choisi comme député de plusieurs loges montpelliéraines pour les représenter à Paris lors du convent des loges du Grand Orient. En 1788, il est membre de la l'« Académie des Vrais Maçons », une loge fondée par le marquis d'Aigrefeuille dix ans plus tôt et qui offre « une explication emblématique des opérations indiquées par les philosophes hermétiques pour parvenir à la découverte de la pierre philosophale et de la médecine universelle ». Passionné d'ésotérisme, il est en correspondance à la veille de la Révolution avec des alchimistes de Prusse, de Russie et de Suède.
Ami d'Alexandre Roëttiers de Montaleau, Cambacérès participe au renouveau de la franc-maçonnerie à partir de 1799 et à l'accord de fusion entre la Grande Loge dite de Clermont et le Grand Orient de France. Par la suite, Napoléon le charge d'obtenir l'union des obédiences maçonniques, faute de quoi la dissolution définitive des divers ordres est évoquée. Aidé dans cette mission par son conseiller Pavée de Villevieille, il arbitre les positions et obtient qu'un concordat soit signé entre les puissances maçonniques le 3 décembre 1804 par les représentants des différents rites chez le sénateur François Christophe Kellermann. Validé par l'Empereur, il est ratifié solennellement deux jours plus tard et assure la protection de ce dernier à l'ensemble de l'institution maçonnique,. Choisi comme fédérateur de la maçonnerie française, son goût pour le compromis et sa distante cordialité lui permettent dès lors de faire accepter décisions et arbitrages par les membres des ordres qu'il prend sous sa protection sans aucune préférence, tout en pondérant leur influence.
À l'occasion de la réorganisation du Grand Orient de France de 1804, il devient grand administrateur de l'ordre et il est installé « chef suprême » du Rite français. Les frères de l'Empereur, les princes Joseph et Louis Bonaparte, sont alors respectivement grand maître et grande maître adjoint du Grand Orient de France. Quelques mois plus tard, en décembre 1805 et après le retrait du prince Louis, il est nommé grand maître adjoint en suppléance du roi Joseph Bonaparte qui en conserve le titre. Il conserve cette fonction jusqu'en 1815. Il est nommé grand commandeur du Suprême Conseil du rite écossais la même année. Il cumule ces fonctions avec celle de grand maître d'honneur du Rite d'Heredom, de grand-maître de la Mère loge Rite écossais philosophique, grand-maître du Rite primitif de Narbonne et de grand maître du régime rectifié, ainsi que de l'ordre des Chevaliers bienfaisants de la Cité sainte. Vénérable maître de la loge « Saint-Jean de la grande maîtrise » située à Paris dans le même temps, il réunit au sein de cette loge la plupart des dignitaires de la franc-maçonnerie,.
Ainsi « patriarche » de toutes les rites et obédiences de France, il donne un caractère officiel à la franc-maçonnerie impériale et fait publier les Statuts de l’Ordre maçonnique en France de 1806. Durant cette période, les loges sont majoritairement constituées de militaires et d'administrateurs. Cambacérès, sans être un innovateur ni un meneur, accomplit son mandat de grand-maître adjoint à la façon d'un « grand surveillant » et applique les consignes de l'Empereur qui visent à protéger et contrôler toutes les obédiences afin qu'elles soient « au service de la gloire de l'Empire ». Le résultat est probant, de 70 loges maçonniques civiles en 1800, le Grand Orient de France en compte 900 en 1814. Sous son autorité, la franc-maçonnerie impériale procède d'un « gouvernement des esprits » qui inclut la maçonnerie d'adoption où l'impératrice joue un rôle central et met en œuvre un maçonnerie des dames élitaire et utilitaire.
La fin du Premier Empire et son exil ne l'éloignent pas totalement de la franc-maçonnerie. Il participe à Bruxelles aux travaux de la loge « Les Amis philanthropes » ainsi qu'à ceux du Suprême conseil de Belgique. À son retour d'exil en 1818, il est reçu comme grand commandeur honoraire du Suprême Conseil du Rite écossais et garde cette dignité jusqu'en 1821. Il semble ne plus s'intéresser à la franc-maçonnerie, mais continue de fréquenter plus discrètement les loges maçonniques. À sa mort, il totalise plus de quarante années d'appartenance aux ordres maçonniques en général,.

## Regards contemporains et personnalité

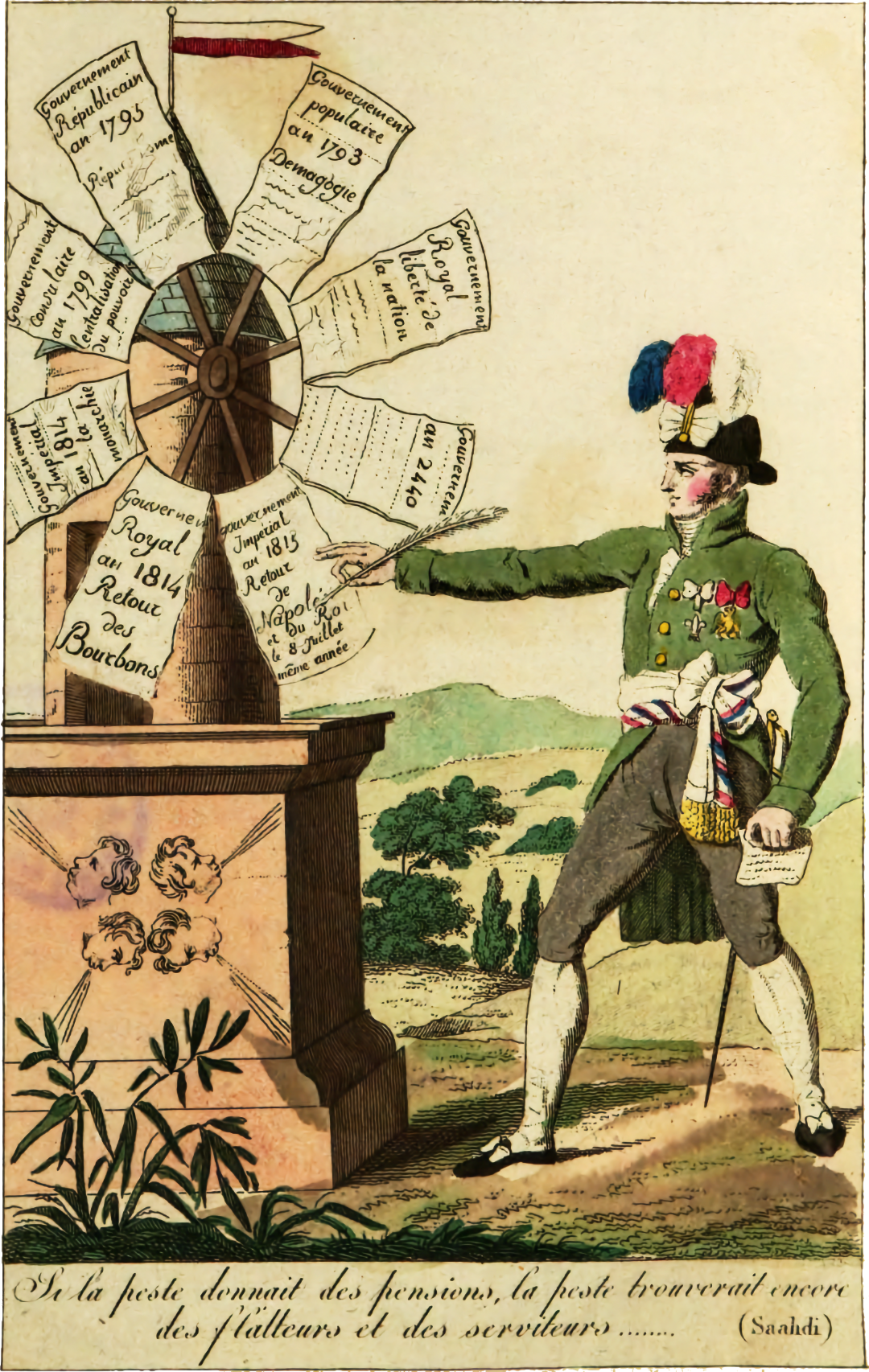
Dictionnaire des girouettes où figure en bonne part Cambacérès.

En son temps comme depuis sa mort, Cambacérès a souvent été critiqué pour son opportunisme politique. Dès son entrée à la Convention, il apparaît comme méditant ses actes, à la recherche continue d'un équilibre guidé par la seule préoccupation de son salut personnel : « il avait traversé la Révolution en ayant pour but principal de sa conduite d'y survivre ». Son attitude ambiguë lors du procès de Louis XVI, lors duquel il conteste tout d'abord la légitimité de la Convention à se muer en tribunal, avant de voter la mort sous condition puis de se ranger à l'avis de la majorité en réclamant l'exécution du roi le jour même, témoigne de ses nombreux revirements. De même, son ralliement relativement prompt à la royauté sous la Restauration renforce son image d'opportuniste. Le Dictionnaire des girouettes, paru en 1815 et qui blâme les nombreux revirements des principaux personnages politiques de l'époque, lui attribue six girouettes sur un maximum de huit, tandis que François-René de Chateaubriand raille la prétendue rapidité avec laquelle Cambacérès oublie son statut de deuxième personnage de l'Empire : « Mailhes, qui vota le premier la mort de Louis XVI, Cambacérès, qui salua le premier Napoléon du nom d'empereur, reconnurent avec empressement les actes du gouvernement provisoire. » Pierre-François Pinaud le présente comme un homme de compromis dont le tempérament oblige à la prudence dans les temps les plus troubles de la Révolution : « Cambacérès n'appartient ni à la classe peu nombreuse des grands personnages toujours prêts à se dévouer pour le bien de la patrie, ni au petit nombre de ces génies que la Providence appelle à guider les peuples ou à gouverner les États en temps de crise. Il compte plutôt parmi ces grands commis, tout à la fois habile politique et savant juriste, dont la seule religion est de servir l'État quel que soit le régime et quel qu'en soit le prix à payer. »
Si Cambacérès a constamment cherché à préserver sa personne pour se maintenir auprès du pouvoir, il n'a jamais cherché à l'accaparer malgré les missions que lui confie Bonaparte sous le Consulat et l'Empire. Thierry Lentz affirme que « jamais Cambacérès ne se considéra comme personnellement investi des plus hautes charges : il en était le gardien en attendant le retour du maître », ce qui explique selon lui « sa parfaite entente avec Napoléon » et ce que confirme Hippolyte Taine : « Il ne voulait jamais briller, mais être utile. »
Cambacérès apparaît donc naturellement comme un personnage neutre et vulnérable, accessoire du pouvoir, un simple « courtisan épris d'honneurs ». Ce jugement est largement partagé par ses contemporains, bien que certains défendent néanmoins l'homme d'État discret mais efficace qui se révèle en lui. Ainsi le comte Molé avance que, pour l'Empereur, « La rencontre d'un tel homme avait été […] une partie notable de sa fortune. Nul ne pouvait être plus propre à lui apprendre, sans s'en glorifier, les choses qu'il ignorait le plus. Nul ne pouvait employer plus de savoir et d'habileté à justifier, par une forme légale, les actes de sa toute-puissance ». Antoine Aubriet, qui publie sa première biographie l'année même de sa mort en 1824, remarque que la conduite de Cambacérès diffère peu de celle des autres grands personnages de l'époque, en étant principalement guidée par les circonstances. Ses biographes les plus récents s'attachent à le présenter comme un juriste très fermement attaché aux règles et aux fondements du droit, ce que soulignait déjà le chancelier Étienne-Denis Pasquier, en décrivant Cambacérès comme : « la meilleure tête du Conseil impérial, d'autant plus profond que sa science, quoique fort étendue, ne le gouvernait pas exclusivement et qu'elle était aux ordres d'un sens exquis, d'une raison supérieure, qui seule fait le législateur ». Le général Georges Catroux voit lui aussi en Cambacérès « un modéré épris d'ordre public » qui « avait le goût passionné du Droit ».
Ainsi les contemporains de Cambacérès, de même que de nombreux historiens, lui reconnaissent d'indéniables talents d'homme d'État. L'activité qu'il déploie pour assurer la bonne marche de l'Empire est manifeste : parmi les grands dignitaires, il est celui qui siège le plus souvent au conseil privé de Bonaparte entre 1804 et 1814. Selon Pierre Voizard, « il en est peu qui aient montré autant de perspicace intelligence, une telle puissance de travail, une connaissance aussi approfondie des problèmes juridiques et administratifs ». Les 582 volumes du Fonds Cambacérès, issus de sa bibliothèque et déposés à la Cour de cassation en 2007, témoignent de son érudition tout autant que de ses centres d'intérêts professionnels et intellectuels. Si la plupart concernent le domaine juridique, le fonds montre l'intérêt de Cambacérès pour l'art, l'histoire et l'archéologie.

## Aspects privés

### «Le sybarite et sa cour»
Selon Pierre-François Pinaud, « la vie de Cambacérès tient en trois mots : pouvoir, société et argent ». Être et paraître sont chez lui des « qualités cardinales ». Le luxe, les titres et les distinctions lui procurent fierté et satisfaction. En tant qu'archichancelier de l'Empire, le prédicat honorifique de Son Altesse Sérénissime est attaché à son nom et même ses amis les plus intimes doivent céder à ses exigences protocolaires. Il confie notamment au marquis d'Aigrefeuille, l'un de ses plus proches collaborateurs : « En public appelez-moi Altesse Sérénissime, mais entre nous, il suffit que vous m'appeliez Monseigneur. » Il attache un soin particulier au décor, au cérémonial et la représentation par lesquels doit ressortir le prestige de l'Empire. En 1808, il fait l'acquisition de l'hôtel Molé, qui devient un élément du pouvoir politique et de la symbolique impériale. C'est là que Cambacérès accueille ses hôtes étrangers en l'absence de Napoléon. Il s'applique à le décorer et à le doter d'un riche mobilier. N'étant pas un adepte du nouveau style Empire, il choisit principalement des meubles de styles Louis XV ou Louis XVI, ce qui témoigne en partie de sa nostalgie du décor et de l'art de vivre de l'Ancien Régime. Plusieurs éléments de décor proviennent de différents palais, comme le château de Versailles ou le palais du Luxembourg, mais il fait réaliser plusieurs meubles par l'ébéniste Jacob-Desmalter. Le goût du luxe est poussé à un tel raffinement qu'aucun autre hôtel parisien n'apparaît aussi richement meublé, hormis celui de Talleyrand-Périgord.
De même, une certaine rivalité oppose les deux hommes pour les réceptions et l'art de la table. Le goût de Cambacérès pour la bonne chère est très ancien. Alors qu'il siégeait au Comité de salut public, il déclarait : « J'ai pour principe que des hommes livrés aux travaux de l'assemblée et à ceux du comité doivent être pourvus de bonne alimentation, sans quoi ils succomberaient sous le poids de leur labeur ». Sous le Consulat, la table de Cambacérès est connue du Tout-Paris et après l'avènement de l'Empire, elle s'accroît du prestige de sa fonction. Les dîners qu'il organise le mardi et le samedi, et qui se poursuivent par des soirées à l'Opéra de Paris ou au théâtre des Variétés, sont entourés d'un cérémonial très strict. Il exige notamment de ses hôtes qu'ils se présentent en habits de cour et veille au choix des menus et des plats qui sont servis sur des tables recouvertes de dentelle de Bruges,. L'historien Léonard Gallois compare sa table à « celle d'un sybarite ». Les dîners de Cambacérès deviennent très vite une institution et la qualité des mets servis lui valent les honneurs de la gastronomie. Son ami Grimod de La Reynière, qui publie à partir de 1803 l'Almanach des gourmands, le choisit comme président du jury des dégustateurs. Des plats servis à sa table acquièrent une certaine renommée, comme le « potage à la Cambacérès », la perdrix mi-grillée mi-rôtie ou encore l'escalope de foie gras chaud en croustade aux pommes et à la sauce madère. Le faste des réceptions organisées par Cambacérès requiert un important personnel de maison, dont quatre maîtres d'hôtel, deux cuisiniers et quatre aides-cuisiniers, cinq valets de chambre et deux couvreurs de table. La qualité des repas servis par l'archichancelier est également célébrée dans la littérature. Honoré de Balzac y fait référence dans La Peau de chagrin : « Le vin de Madère circula. Puis le premier service apparut dans toute sa gloire ; il aurait fait honneur à feu Cambacérès, et Brillat-Savarin l'eût célébré ».

### Fortune de Cambacérès
Le goût de Cambacérès pour l'argent naît en partie dans le fait qu'il ait connu la misère dans sa jeunesse alors que son père se ruine malgré sa charge de maire de Montpellier. Pierre-François Pinaud voit en lui « un besoin presque maladif d'accumuler une immense fortune ». C'est ce qu'il réussit à faire tout au long de sa carrière politique, par son esprit d'entreprise et les faveurs qu'il reçoit de l'Empereur. Au moment du partage de ses biens, qui intervient deux ans après sa mort, en 1826, sa fortune s'élève à 7 291 003 francs, dont un peu plus de cinq millions en fortune mobilière et le reste en immobilier,. Son traitement sous l'Empire est certes moins important que celui des maréchaux, mais il est l'un des plus élevés parmi les grands dignitaires, à hauteur de 450 000 francs. S'il ne se rend jamais sur les terres de son duché de Parme, il en tire d'importants bénéfices de propriété foncière. La bonne gestion de ses administrateurs lui en rapporte chaque année plus de 150 000 francs. Cambacérès complète sa fortune par la tenue d'un portefeuille d'actions, notamment de la Compagnie des mines d'Anzin, l'achat d'or, d'argent et de bijoux, et par de nombreuses acquisitions de biens immobiliers. Après le château de Saint-Drézéry comme bien national en 1791, il fait l'acquisition du château de Livet-sur-Authou sous le Consulat, puis de quelques domaines sous l'Empire : plusieurs fermes à Moussy-le-Neuf, au Ham et à Saint-Pierre-du-Jonquet entre 1805 et 1807, une forêt de 306 hectares située près de Troyes ainsi qu'une maison à Juvisy en 1810.

### Suppositions d'homosexualité

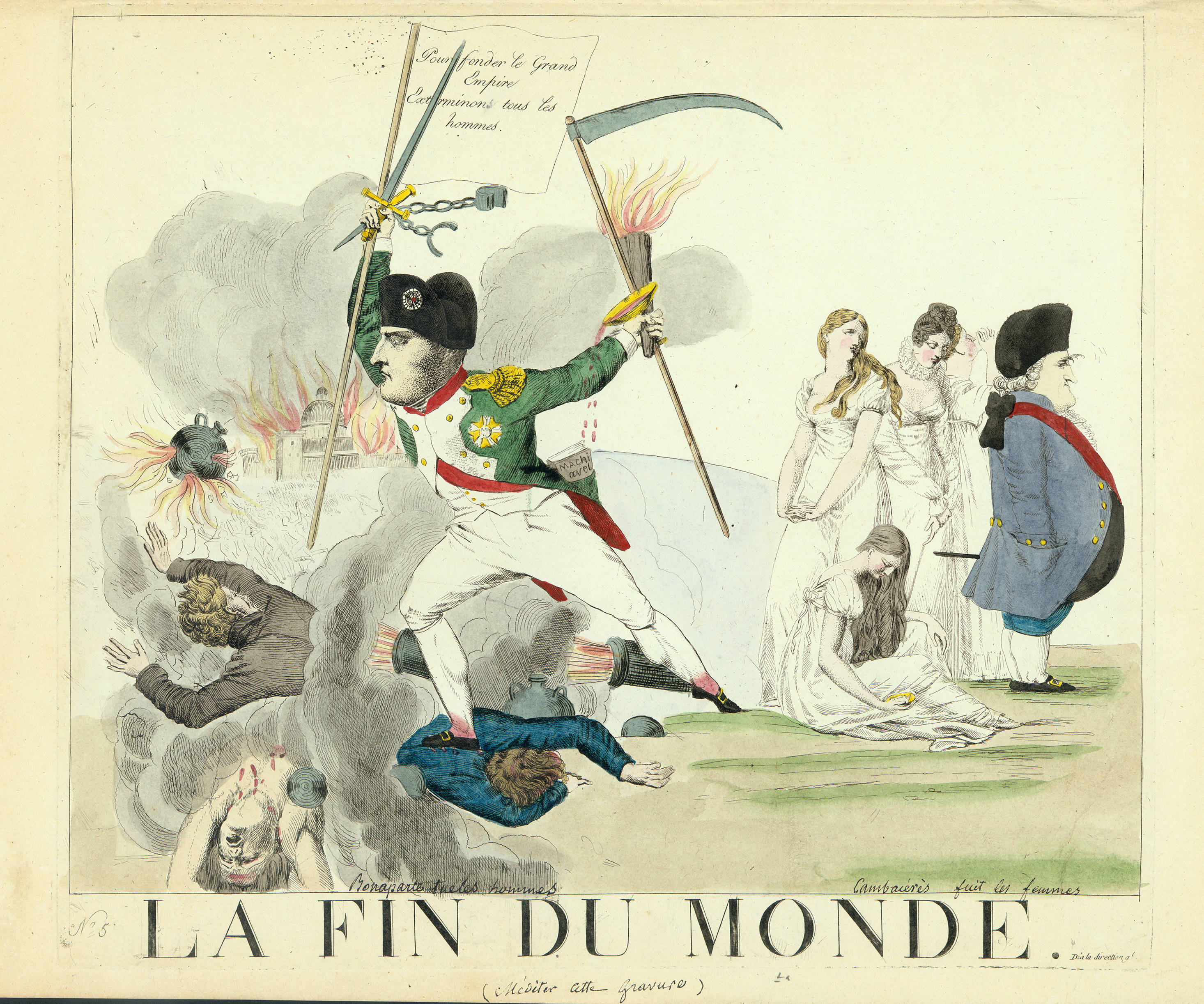
Cambacérès fuit les femmes, sur une caricature en 1814.

La passion de Cambacérès pour le raffinement, de même que sa vie de célibataire, en font une cible pour l'opinion publique. L'hypothèse de son homosexualité lui vaut un certain nombre de critiques bien qu'elle repose uniquement sur des suppositions ou des anecdotes. Cambacérès est un personnage trop soucieux de son image pour s'afficher en public, c'est la raison pour laquelle aucun historien ou mémorialiste n'est en mesure d'apporter une preuve formelle de son homosexualité, ni de relever chez lui le moindre écart dans sa vie privée. Pour autant, elle semble bien avérée et connue de son entourage comme de la haute société parisienne. Des historiens lui prêtent une relation avec son secrétaire personnel Jean-Olivier Lavollée, de vingt-deux ans son cadet, et qui épouse la nièce de Cambacérès,. On rapporte les propos de Napoléon, un jour que Cambacérès arrivait en retard à un rendez-vous avec lui, prétextant avoir été retenu par des dames : « Quand on a rendez-vous avec l'Empereur, on dit à ces dames de prendre leurs cannes et leurs chapeaux et de foutre le camp ». Par ailleurs, pour faire taire les rumeurs sur l'homosexualité de son archichancelier, Napoléon lui impose d'entretenir une maîtresse, la jeune comédienne du théâtre des Variétés Henriette Guizot, mais leur relation est de courte durée,. Un rapport de police établi à cette époque par Joseph Fouché témoigne qu'il fréquentait d'autres actrices.
L'homosexualité supposée de Cambacérès est utilisée à ses dépens par ses rivaux politiques, ainsi Talleyrand, qui a pris l'habitude de surnommer les trois Consuls « Hic, Haec, Hoc », prenant ainsi le masculin hic pour désigner Bonaparte tandis qu'il utilise le féminin haec pour railler l'homosexualité de Cambacérès et le neutre hoc pour moquer l'insignifiance de Lebrun,.

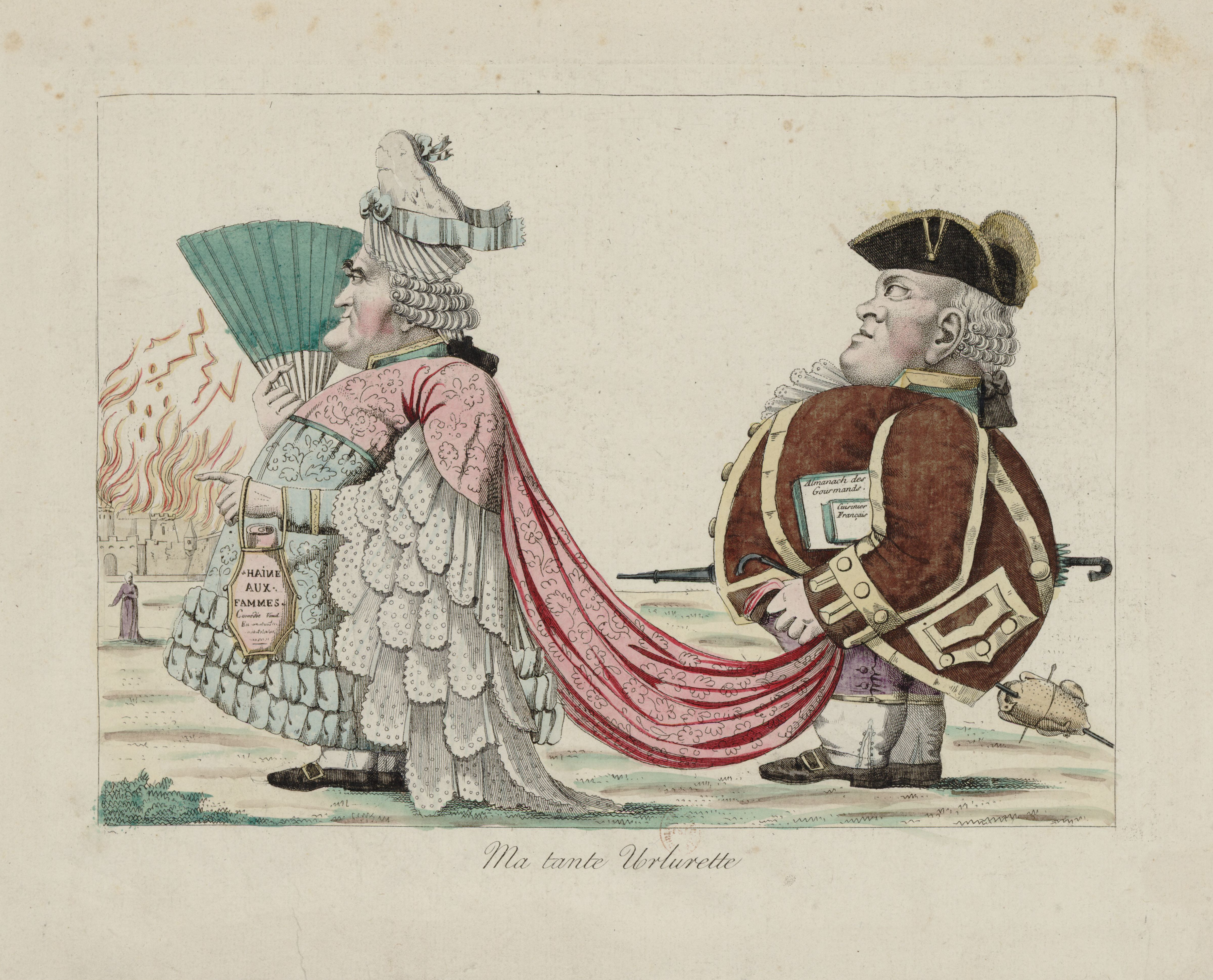
Ma tante Urlurette.

À la Restauration, Cambacérès est l'objet d'une violente campagne satirique visant à le déposséder de toute fonction publique et à salir sa réputation en dévoilant son homosexualité supposée. Une cinquantaine de caricatures anonymes sont publiées entre mai et octobre 1814, dont trente-et-une font directement allusion à l'homosexualité et à la sodomie. Dans le Journal de Paris du 11 juin, il est présenté sous le surnom de « tante Urlurette », en référence au vaudeville de Désaugiers Ma tante Urlurette ou Le chant du Coq, paru en 1806 et dans lequel ce personnage incarne une vieille fille ridicule. Selon Emmanuel Fureix, cette caricature est un parfait exemple de la manœuvre de destruction politique menée contre Cambacérès : « On [le] reconnaît sous les traits d'une grosse femme ornée de fanfreluches, de dentelles et d'une traîne soulevée par son ami, le comte d'Aigrefeuille, énorme, portant une poularde embrochée et l'Almanach des gourmands. Cambacérès tient de sa main droite un éventail, et de sa main gauche un sac avec cette inscription : « Haine aux fammes. Comédie. Vaudeville », désignant de l'index une ville en proie aux flammes, Sodome, précédée d’une statue de sel. Cette caricature condense plusieurs sources de discrédit politique : l'excès de pompe, la gourmandise, le désordre sexuel et la chute, subliminale, d'un Empire décadent. »
Dans d'autres caricatures, Cambacérès est souvent présenté en chasseur de jeunes hommes, une manière d'évoquer symboliquement la conscription forcée que l'archichancelier devait lever au Sénat sur ordre de l'Empereur. De même, une pièce satirique d'un auteur anonyme, Buonaparte ou l'abus de l'abdication, parue en 1815, met en scène l'orientation sexuelle de l'archichancelier. Alors qu'il ne reconnaît pas un jeune homme que lui présente Napoléon, ce dernier déclare : « Allons, retournez-vous, que son altesse sérénissime vous reconnaisse ».

## Armoiries et distinctions
Avant la Révolution, Cambacérès utilise les armes de sa famille, « d'or, au chevron de gueules, accompagné de trois roses du même ». Fait duc de Parme par décret de l'Empereur le 19 mars 1808, Cambacérès prend des armoiries nouvelles, « d'or à un sénestrochère au naturel, paré de gueules, rebrassé d'hermines, mouvant de sénestre, tenant les tables de la loi de sable, le tout accompagné de trois losanges aussi de sable ; au chef des ducs de l'Empire, manteau ducal et toque, collier de l'ordre impérial de la Légion d'honneur ».
Sous l'Empire, il reçoit de nombreuses décorations. Selon Étienne-Denis Pasquier, « Jamais les titres, les croix, les cordons n'ont causé autant de plaisir qu'à lui. Il faisait ses délices de la représentation, dans les salons et jusque dans les lieux publics, il se parait avec la joie des enfants, de ses ordres, tantôt en or, tantôt en perles, tantôt en diamants, et au travers de ces puérilités, c'était certainement la meilleure tête du Conseil impérial ».
Le 2 février 1805, il est fait Grand aigle de la Légion d'honneur et la même année, il devient chevalier de l'ordre de l'Aigle noir et Grand-croix de l'ordre de l'Aigle rouge de Prusse. Le 1er janvier 1810, Jérôme Bonaparte, roi de Westphalie, le nomme grand-commandeur de l'ordre de la Couronne de ce royaume. En avril suivant, après le mariage de Napoléon Ier et Marie-Louise d'Autriche, il est fait chevalier grand-croix de l'ordre de Saint-Étienne de Hongrie. Le 5 avril 1813, il est dignitaire de l'ordre de la Couronne de fer du royaume d'Italie.

Armes des Cambacérès sous l'Ancien Régime.
Armes de Cambacérès, archichancelier et duc de Parme sous l'Empire.

## Postérité

### Littérature et théâtre

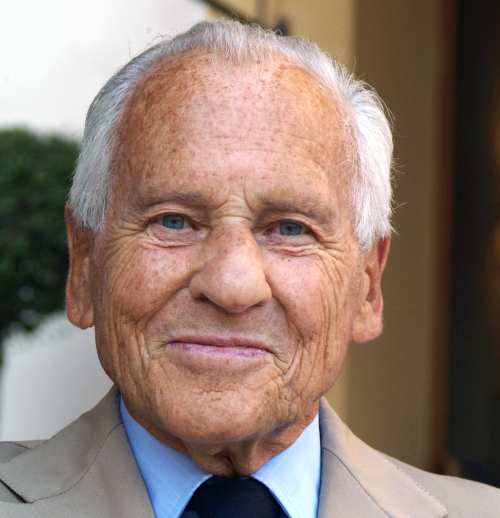
Jean d'Ormesson est l'auteur d'une pièce de théâtre mettant en scène Cambacérès et Napoléon.

Cambacérès est cité par de nombreux auteurs de la littérature française du XIXe siècle. François-René de Chateaubriand l'évoque régulièrement dans ses Mémoires d'outre-tombe, mais c'est dans les œuvres d'Honoré de Balzac qu'il apparaît les plus souvent. Dans La Peau de chagrin, il décrit un repas dont le faste est comparable à ceux qui étaient servis chez l'archichancelier, des réceptions également mises à l'honneur dans la nouvelle Mademoiselle Irnois d'Arthur de Gobineau. Dans un court passage du Cabinet des Antiques, de même que dans L'Interdiction, Balzac met en avant le rôle joué par celui-ci dans la réorganisation de l'appareil judiciaire français au début du siècle,. Plusieurs évènements du Consulat et de l'Empire, mettant en scène Cambacérès, sont également décrits, comme l'affaire Clément de Ris dans Une ténébreuse affaire ou l'expédition de Walcheren dans Splendeurs et misères des courtisanes.
Dans L'histoire a pour égout des temps comme les nôtres, un poème satirique extrait du livre III des Châtiments, Victor Hugo dénonce la bassesse de certains personnages de l'Empire, « Les princes de hasard plus fangeux que les rues, Les goinfres courtisans, les altesses ventrues », à travers la description d'un banquet orgiaque. Cambacérès y est cité dans le dernier vers et comparé à Trimalcion, un personnage du Satyricon de Pétrone, passé de l'esclavage à l'extrême richesse.
La Conversation de Jean d'Ormesson relate un échange entre les consuls Bonaparte et Cambacérès au cours de l'hiver 1803-1804 au palais des Tuileries. Cette pièce de théâtre est mise en scène par Jean-Laurent Silvi et jouée au théâtre Hébertot entre 2012 et 2013 avec Alain Pochet dans le rôle du Deuxième Consul,. Ce dernier interprète une nouvelle fois son rôle dans une autre mise en scène de la pièce au théâtre du Gymnase en 2018.
Le Rire de Caliban d'Émile Bergerat décrit les coulisses de la Comédie-Française et met en scène « La malle Cambacérès », meuble dans lequel l'archichancelier aurait rapporté en 1812 « l'Édit de Moscou » signé par Napoléon et réorganisant cette institution culturelle, un épisode légendaire dans la mesure où Cambacérès ne s'est jamais rendu en Russie.

### Iconographie et pièces de collection

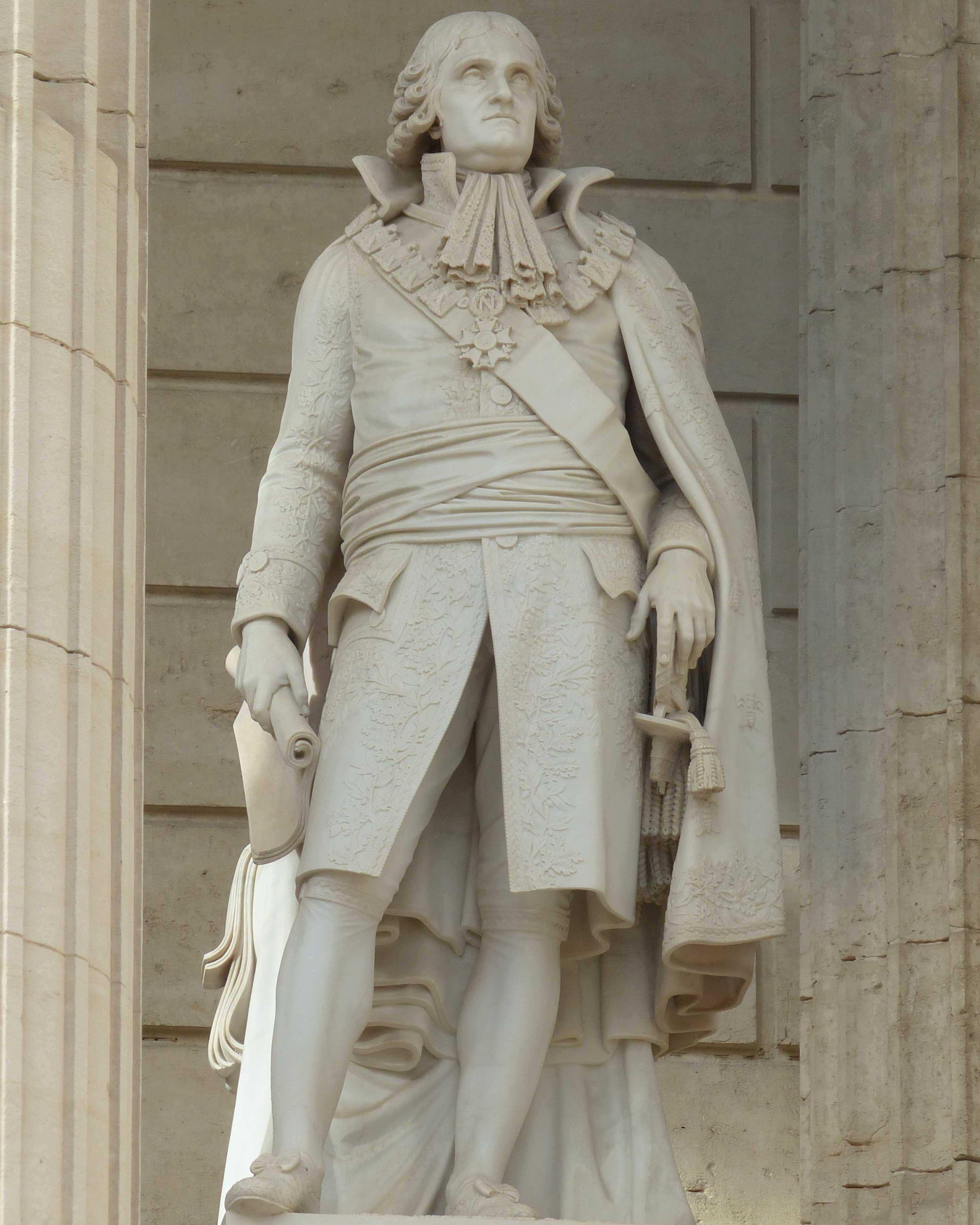
La statue de Cambacérès au palais de justice de Montpellier.

Contrairement à de nombreux personnages de l'Empire, il existe peu de tableaux ou de représentations de Cambacérès de son vivant. Un portrait en pied de l'archichancelier de l'Empire, exécuté par Henri-Frédéric Schopin, est installé dans la « salle Cambacérès » du Palais Cambon, siège de la Cour des comptes de Paris. La bibliothèque du Conseil d'État renferme quant à elle un dessin à la plume réalisé par Frédéric-Christophe d'Houdetot en 1806.
Le buste de Cambacérès apparaît, avec ceux de Bonaparte et de Lebrun, sur une médaille frappée en 1802 sur décision du Corps législatif pour célébrer la conclusion de la paix d'Amiens. Cette médaille, gravée par Romain-Vincent Jeuffroy, a été largement diffusée. Le musée Carnavalet en conserve plusieurs exemplaires, de même qu'une grande collection numismatique. Une statue monumentale de Cambacérès est placée sous le péristyle d'entrée du palais de justice de Montpellier.
Le musée de la Légion d'honneur renferme l'écrin des décorations de Cambacérès, dont il a fait l'acquisition en 1982. Il s'agit d'un écrin en maroquin rouge contenant 41 insignes répartis en trois plateaux. Les plus belles pièces de cette collection sont l'œuvre des orfèvres Martin-Guillaume Biennais et Étienne-Hippolyte-Nicolas Coudray.

### Cinéma et télévision
Le rôle de l'archichancelier Cambacérès a été interprété à l'écran par :
- Halliwell Hobbes dans le film Hearts Divided de Frank Borzage en 1936 ;
- Daniel Ivernel dans le film Napoléon de Sacha Guitry en 1955[86] ;
- Louis Arbessier dans L'Exécution du duc d'Enghien de Stellio Lorenzi en 1958 ;
- Jacques Castelot dans le film Austerlitz de Abel Gance en 1960 ;
- Jean Ozenne dans La caméra explore le temps de Stellio Lorenzi en 1961 ;
- Henri Crémieux dans La Conspiration du général Malet de Jean-Pierre Marchand en 1963 ;
- Alain Nobis dans Une journée de l’Empereur de Jean Pignol en 1964 ;
- Mimo Billi dans I grandi camaleonti d’Edmo Fenoglio en 1964 ;
- Massimo Della Torre dans Waterloo de Sergueï Bondartchouk en 1970 ;
- Roger Bontemps dans Les Fossés de Vincennes de Pierre Cardinal en 1972 ;
- Jacques Garrand dans Amoureuse Joséphine de Guy Lessertisseur en 1974 ;
- Yves Vincent dans Les Fiancées de l'Empire de Jacques Doniol-Valcroze en 1981 ;
- Didier Lafaye dans Celui qui n'avait rien fait : le duc d’Enghien de Jean-Roger Cadet en 1983 ;
- Kazimierz Mores dans Napoléon et l'Europe de Krzysztof Zanussi en 1990 ;
- Frank Witter dans Bernadotte et la monarchie suédoise (Die Bernadotte-Dynastie – Das Geheimnis der schwedischen Monarchie) de Gerold Hofmann en 2009.

### Voies publiques
Une rue de Paris située dans le 8e arrondissement porte son nom, de même qu'une avenue à Verrières-le-Buisson et des rues à Goussainville, Montpellier, Moussy-le-Neuf et Plessis-Belleville.